# Pol Pot

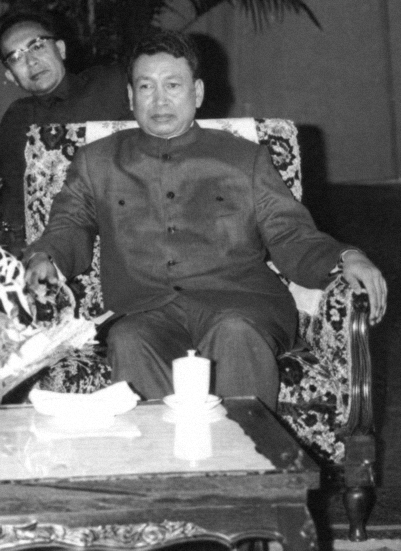
Pol Pot

Pol Pot (Khmer ប៉ុល ពត; * vermutlich 19. Mai 1925 oder 1928 als Saloth Sar (សាឡុត ស IPA: sa lotʰ sɔ) in der Provinz Kompong Thom, Kambodscha; † 15. April 1998 in Anlong Veng) war ein kommunistischer kambodschanischer Politiker und Diktator (1975–1979) und bis 1997 als „Bruder Nr. 1“ der politische und militärische Führer der Roten Khmer.
Er wurde als Saloth Sar geboren und kam während eines Auslandsstudiums in Paris mit dem Kommunismus in Berührung. Zurück in der Heimat, trat er der konspirativ agierenden Kommunistischen Partei Indochinas (KPI) bei, die von den Việt Minh kontrolliert wurde, und arbeitete als Lehrer. 1962 wurde er erster Sekretär der späteren Kommunistischen Partei Kampucheas (KPK) und floh im Jahr darauf vor politischer Verfolgung durch Lon Nol in das Grenzgebiet zu Vietnam, wo er seinen Namen endgültig ablegte und als „Bruder Nummer Eins“ oder „Onkel Sekretär“ bezeichnet wurde. In den folgenden sieben Jahren lebte Pol Pot im Untergrund und wurde durch eine Reise in die Volksrepublik China stark durch den Maoismus geprägt. Während des Kambodschanischen Bürgerkriegs entstanden aus den von Pol Pot geführten kommunistischen Milizen die Roten Khmer, denen sich nach dem massiven amerikanischen Flächenbombardement der Operation MENU immer mehr Rekruten insbesondere aus der ländlichen Bevölkerung anschlossen.
Im April 1975 nahmen die Roten Khmer Phnom Penh ein und deportierten die Stadtbevölkerung als vermeintliche Feinde der Revolution auf das Land, wo sie als neue Menschen Zwangsarbeit verrichten mussten. Immer noch hinter der Frontorganisation angkar padevat, kurz als Angka bekannt, verborgen, riefen die Kommunisten im Januar 1976 das Demokratische Kampuchea aus und wählten Pol Pot zum Premierminister, der im Zeichen eines radikalen Kollektivismus und der politischen Säuberung Foltergefängnisse wie Tuol Sleng und die Killing Fields errichten ließ. Ständige Scharmützel mit Vietnam mündeten schließlich in einen offenen Krieg, der im Sieg Vietnams und der vietnamesischen Besatzung Kambodschas endete sowie Pol Pot ins Exil nach Thailand zwang.
Pol Pots knapp vierjährige Herrschaft hatte den Genozid in Kambodscha in Gang gesetzt, bei dem je nach Schätzung bei einer Gesamtbevölkerung von ungefähr 8 Millionen zwischen 750.000 und mehr als 2 Millionen durch Hinrichtung, Zwangsarbeit, Hunger und mangelhafte medizinische Versorgung ums Leben kamen. Das Rote-Khmer-Tribunal untersucht bis heute die unter Pol Pot begangenen Verbrechen, hinter denen Historiker klassenkämpferische, aber auch rassistische Motive vermuten, und kategorisiert die Verfolgung der Minoritäten als Völkermord.
Überwiegend von Thailand aus führte Pol Pot einen Guerillakrieg gegen die vietnamesische Besatzungsmacht und den von ihr installierten und unterstützten Marionettenstaat Volksrepublik Kampuchea. Nach Abzug der Vietnamesen im Jahr 1989 kam es im Oktober 1991 zum Pariser Friedensvertrag, der den zweiten Bürgerkrieg beendete. Pol Pot wurde im Juni 1997 als Führungsfigur durch Ta Mok abgelöst und kam am 15. April 1998 in Anlong Veng vermutlich durch Suizid ums Leben.

## Leben

### Geburtsdatum
Saloth Sars Geburtsjahr ist nicht zweifelsfrei geklärt. Die Unterlagen der Kolonialbehörden von Französisch-Indochina weisen den 19. Mai 1928 als Geburtsdatum aus, seine Geschwister geben das Jahr 1925 an. Jüngere Biografien halten die behördlichen Registrierungen jener Zeit nicht für verlässliche Quellen, weil nachträgliche Eintragungen mit falschen Daten damals insbesondere auf dem Land üblich gewesen seien.

### Frühes Leben

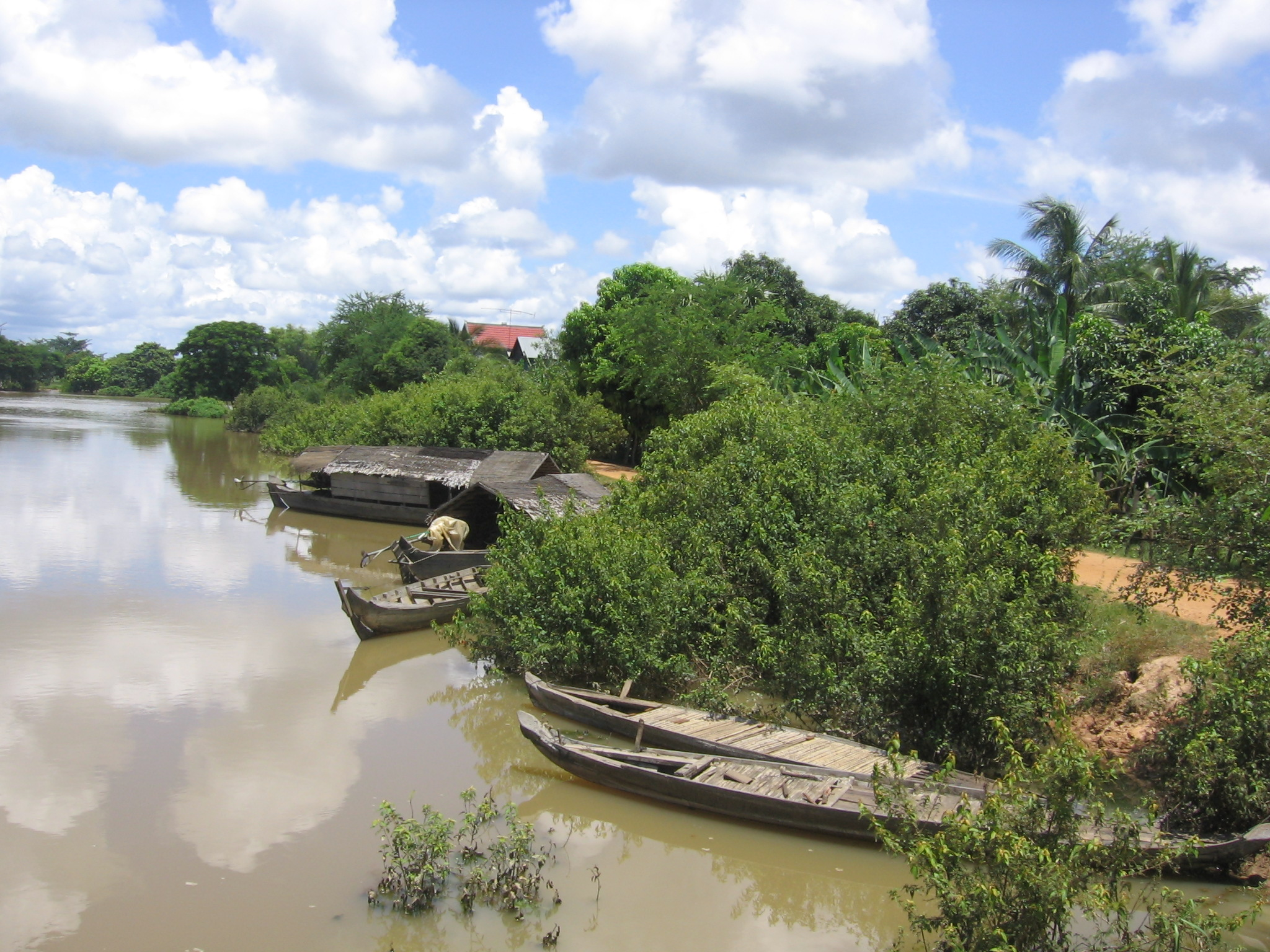
Pol Pots Geburtsort Prek Sbauv

Saloth Sars Eltern Saloth Phem und Sok Nem waren Khmer und lebten in dem Dorf Prek Sbauv (Khmer: ព្រែកស្បូវ ausgesprochen [prɛːk.ˈsɓəw]) in unmittelbarer Nähe zur Provinzhauptstadt Kampong Thom. Das Haus der Familie wurde im Juli 1970 bei einem Bombenangriff der USAF zerstört. Saloth Sar hatte je nach Quelle sieben oder acht Geschwister. Die Familie galt als wohlhabend. Der Vater war ein Reisbauer mit neun Hektar Grundbesitz und Zugtieren. In der väterlichen Ahnenreihe gab es zwar chinesische Vorfahren, trotzdem wurden keine Traditionen wie das Chinesische Neujahrsfest oder Qingming-Fest gepflegt, sondern nach Art der Khmer gelebt. Saloth Sar wurde wegen seiner hellen Hautfarbe „Sar“ genannt. Der Name ស ausgesprochen (sɔ) bedeutet in Khmer weiß. Die elterliche Erziehung richtete sich nach der Moral des Theravada und in einem buddhistischen Tempel in Kampong Thom, den die Familie regelmäßig besuchte, erlernte Sar die ersten Buchstaben der Khmer-Schrift.
Sars Familie war in mehrfacher Hinsicht eng mit dem kambodschanischen Königshaus verbunden. Die Schwester seines Vaters war im königlichen Haushalt in Phnom Penh beschäftigt. Ihre Tochter Meak war in den 1920er-Jahren eine Konkubine des Kronprinzen Sisowath Monivong, der ab 1927 König Kambodschas war. Gemeinsam hatten sie einen 1926 geborenen Sohn. Auf Meaks Vermittlung erhielt Sars Bruder Loth Suong eine Stellung als Offizier im königlichen Palast; seine Tochter wurde später ebenfalls eine Konkubine des Königs.
Sar wurde im Kindesalter von den Eltern in die Hauptstadt geschickt, wo er zunächst bei Suong und Meak lebte. Er folgte damit seinem Bruder. Einer Quelle zufolge war das „1931 oder 1932“, eine andere Quelle gibt dafür das Jahr 1934 an. Ob der Grund dafür, wie teilweise behauptet wird, eine finanzielle Notlage der Eltern war, ist zweifelhaft. Andere Quellen gehen davon aus, dass die Eltern ihren Söhnen eine Ausbildung in Phnom Penh ermöglichen wollten und in der Lage waren, sie mit Eigenmitteln zu finanzieren.
Während dieser Zeit lebte er für einige Monate als Novize im buddhistischen Kloster Wat Botum, wo er das Lesen und Schreiben der Khmer-Sprache erlernte.
Ab 1936 besuchte Sar die katholische Schule École Miche nahe dem königlichen Palast. Die meisten Schulkameraden waren Kinder französischer Kolonialbeamter und katholischer Vietnamesen, die damals zusammen mit Chinesen Wirtschaft und Handel in Phnom Penh und dem Rest des Landes dominierten.
Sar galt als mittelmäßiger Schüler. 1941 und 1942 fiel Sar jeweils durch die Abschlussprüfung der École Miche; erst 1943 legte er sie im dritten Anlauf mit Erfolg ab. Danach bemühte er sich um die Ausbildung an der Lycée Preah Sisowath, der ältesten weiterführenden Schule Kambodschas, bestand aber die Aufnahmeprüfung nicht. Er erhielt allerdings als einer von 20 kambodschanischen Jungen die Möglichkeit, eine nach Norodom Sihanouk benannte Mittelschule in der ostkambodschanischen Provinzstadt Kampong Cham zu besuchen, die die französischen Kolonialbehörden neu gegründet hatten. Sar gehörte hier zum ersten Jahrgang. Der Unterricht wurde in französischer Sprache gegeben und folgte klassischen Bildungsinhalten, so erlernte Sar unter anderem das Violinenspiel. Nach dem erfolgreichen Abschluss der Mittelschule wurde Sar nach einer Quelle im Sommer 1947 in die Lycée Preah Sisowath aufgenommen, die er nach nur einem Jahr wieder verlassen musste, nachdem er im Sommer 1948 durch eine Zwischenprüfung gefallen war. Danach begann er an einer École technique im Norden Phnom Penhs den Beruf des Zimmermanns zu erlernen.
In den Jahren der Ausbildung begründete Sar Freundschaften, die über Jahrzehnte hielten. Klassenkameraden an der École Miche waren unter anderen Hu Nim, Khieu Samphan und Lon Non, der jüngere Bruder von Lon Nol. Nach der Machtübernahme 1975 gehörten Hu Nim und Khieu Samphan zu den Spitzenfunktionären der Roten Khmer. Während seiner Zimmermannsausbildung kam er in Kontakt mit Angehörigen weniger privilegierter Gesellschaftsschichten, die von Franzosen und traditioneller Elite ausgegrenzt wurden. Dort lernte er unter anderem Ieng Sary kennen, der ihm später nach Paris folgte und als „Bruder Nr. 3“ einer der ranghöchsten Kader der Roten Khmer wurde. Daraus und aus weiteren persönlichen Verflechtungen wurde in rückwirkenden Betrachtungen die Einschätzung abgeleitet, die Roten Khmer seien clanartig strukturiert gewesen.
Als gemäß einer Übereinkunft zwischen Paris und Phnom Penh ab 1946 Parteien in Kambodscha gegründet werden durften, engagierte sich Sar mit Sary im Jahr 1947 im Wahlkampf für die von Prinz Sisowath Yuthevong geführte Demokratische Partei zur Nationalversammlung. Die Demokratische Partei vertrat vor allem die Idee nationaler Unabhängigkeit und starker Orientierung an traditionellen Werten und war bei Studenten, Lehrern, Angestellten und Mönchen populär. Sar erhielt 1948 ein Stipendium für ein technisches Auslandsstudium in Paris. Ob dies daran lag, dass die das Bildungsministerium kontrollierende Demokratische Partei durch Sary auf Sar aufmerksam gemacht wurde, oder generell Berufe wie Radioelektroniker, Schneider, Zimmermann und Fotograf von den Nationalisten gefördert wurden, um hier die vietnamesische Dominanz zu brechen, bleibt ungeklärt. Im August 1949 machte sich Sar auf den Seeweg nach Frankreich.

### Studium in Paris

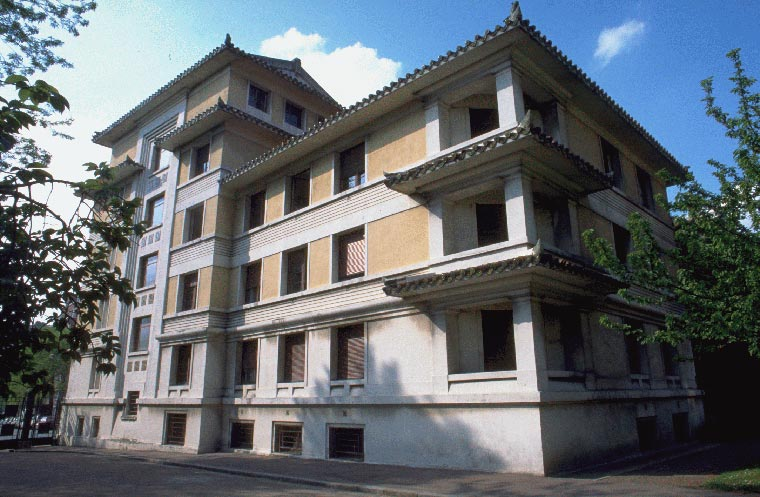
Indochinesisches Haus in der Cité Internationale Universitaire de Paris

Ende September 1949 in Marseille angekommen, besuchte er in Paris an der Universität Kurse zum Thema Radioelektronik. Zu dieser Zeit lebte er im indochinesischen Haus in der Cité Internationale Universitaire de Paris. Neben Sary, der im folgenden Jahr in Paris ankam, waren zwei prägende Bekanntschaften für Sar in dieser Zeit die kambodschanischen Nationalisten Thiounn Mumm und Ken Vannsak. Im Sommer 1950 diente er vier Wochen mit 17 anderen Kambodschanern und französischen Studenten in einer Sozialistischen Brigade in Jugoslawien. Im Jahr 1952, eventuell auf Initiative Mumms, wurde er Mitglied der Parti communiste français (PCF). Er unterzog sich während des Studiums keinen Prüfungen und wurde daher Ende 1952 exmatrikuliert. Der kommunistische Zirkel von Sar unter dem Dach der PCF traf sich in der Wohnung von Vannsak und hatte ausschließlich kambodschanische Mitglieder, die Khmer waren. Über Vannsak, der im August 1951 die sogenannten 3. Weltfestspiele der Jugend und Studenten in Ost-Berlin besucht hatte, erfuhr Sar erstmals von der Existenz einer kommunistischen Widerstandsgruppe der Khmer, der Revolutionären Volkspartei Khmer (RVPK). Diese war im Juni 1951 als die für Kambodscha zuständige Unterorganisation der noch im Verborgenen operierenden Kommunistischen Partei Indochinas (KPI) gegründet worden, die weitgehend von der öffentlich operierenden Kommunistischen Partei Vietnams kontrolliert wurde.
Während seines Aufenthaltes in Frankreich reiste Sar nach Poitiers, um den dort sechs Jahre unter Hausarrest stehenden Sơn Ngọc Thành aufzusuchen. Sơn war im Jahre 1945 kurzzeitig kambodschanischer Premierminister gewesen und nach der Wiedererrichtung der französischen Kolonialherrschaft über Kambodscha verhaftet worden. Mitte 1951 wurde er aus dem Hausarrest entlassen und nach Kambodscha zurückgebracht, wo ihm von einer großen Menge ein triumphaler Empfang bereitet wurde. Im März 1952 setzte sich Thành in den Untergrund ab und schloss sich einer antifranzösischen, nichtkommunistischen Guerilla-Miliz an. Nachdem er damit gescheitert war, die kommunistischen und provietnamesischen Widerstandsgruppen zu einem gemeinsamen Kampf mit ihm gegen die französische Kolonialmacht zu bewegen, wurde er bis zum Ende des Jahres 1952 zu einer Randfigur der Unabhängigkeitsbewegung. Nichtsdestotrotz waren Sihanouk und seine französischen Mentoren durch Thànhs Popularität, sein Abtauchen in den bewaffneten Widerstand und den Wahlsieg der Demokratischen Partei gegen die Konservativen um Yem Sambaur und Lon Nol im Jahr zuvor derart beunruhigt, dass im Juni 1952 das demokratische Kabinett abgesetzt und die Nationalversammlung aufgelöst wurde; Paris verstärkte seine Truppen in Phnom Penh. Sar ging auf diese Ereignisse in seiner ersten bekannten politischen Schrift Monarchie oder Demokratie? ein, die im Sommer 1952 in Paris in der khmersprachigen Studentenzeitung Khmer Nisut erschien, und verurteilte Sihanouk als einen absoluten Monarchen, der dem Imperialismus diene und ein Feind der einfachen Bevölkerung und der buddhistischen Mönche sei. Sar hatte Monarchy or Democracy? unter dem Pseudonym Khmer daom (deutsch: „ursprünglicher Khmer“) veröffentlicht.

### Indochinesische Kommunistische Partei und Tätigkeit als Lehrkraft amChamraon Vichea
Im Januar 1953 kehrte Sar nach Kambodscha zurück und lebte die erste Zeit bei einem Bruder in Phnom Penh. Über einen anderen Bruder namens Chhay knüpfte er Kontakte zu bewaffneten nichtkommunistischen antifranzösischen Unabhängigkeitsbewegungen um Sơn Ngọc Thành sowie Norodom Chantaraingsey. Er entschied sich jedoch, keiner dieser Gruppen beizutreten. An Stelle dessen bat er über Pham Van Ba, den lokalen Kontaktmann der für Kambodscha zuständigen Unterorganisation der KPI, um Aufnahme in die Partei, wobei er als Qualifikation die Mitgliedschaft in der PCF geltend machte. Nach entsprechender Prüfung von Sars Angaben über Hanoi in Paris, was einige Wochen dauerte, wurde er Mitglied der KPI. Anders als die RVPK, die bis 1954 über 1000 Mitglieder hatte, operierte die KPI noch verdeckt und wurde stark von Vietnam aus kontrolliert. Im August 1953 gelangte Sar in den Osten Kambodschas und diente an der Grenze zu Vietnam in der Kommandostelle einer von den Việt Minh dominierten Miliz, später in deren Stab für Propaganda und in der Kaderschule. Hier lernte er den früheren Mönch Tou Samouth kennen, der zu seinem Mentor wurde und mit Sơn Ngọc Thành die 5.000 Mann starke und durch die RVPK befehligte Miliz Khmer Issarak aufgestellt hatte. Hier machte er die Bekanntschaft von Vorn Vet, der in den folgenden Jahren zu einem seiner Weggefährten wurde. Da in dieser Phase des Indochinakriegs kurz vor und während der Indochinakonferenz die Kampfhandlungen abnahmen, Frankreich die Länder in die Unabhängigkeit entließ und die nichtkommunistischen Unabhängigkeitskämpfer ihre Waffen niederlegten, wartete Sar, ohne mit den Việt Minh Kampferfahrung gesammelt zu haben, auf die Ergebnisse der Konferenz in Genf. Als dort, anders als für Laos und Vietnam, zwar freie Wahlen im nächsten Jahr in Aussicht gestellt, aber keine Rückzugsgebiete für die kommunistischen Milizen geschaffen wurden, gingen viele Kommunisten ins Exil nach Nordvietnam, darunter Tou Samouth und Sơn Ngọc Thành. Sar kehrte bald in die Hauptstadt zurück, um weiterhin im Dienste der KPI tätig zu sein, Vorn Vet folgte ihm bis spätestens Oktober 1954. Sein Auftrag umfasste wahrscheinlich Vorbereitungen für die Wahlen zu treffen, die Partei Pracheachon als Frontorganisation aufzubauen, Kontakte zum radikalen Flügel der Demokratischen Partei aufzunehmen und ihn im Sinne der KPI zu beeinflussen.
Sars Studienfreunde Thiounn Mumm und Ken Vannsak, die ihn in Paris mit dem Kommunismus vertraut gemacht hatten, lebten ab August 1954 wieder in Kambodscha und standen in Verbindung mit Sar. Shichau, Vannsak und Mumm übernahmen im Januar 1955, in einer parteiinternen Rebellion die Macht im zentralen Exekutivkomitee der Demokratischen Partei, wobei die Rolle Sars unklar bleibt. In der Zeit vor der Wahl schrieb Sar wahrscheinlich Artikel für die Sammaki, eine radikale Zeitung, die sein Bruder Chhay herausgab. Vor den Wahlen übte Sihanouk, hinter dem ein breites Bündnis verschiedener Lager stand, großen politischen Druck auf seine politischen Gegner aus. Er dankte nach einer stark manipulierten Volksabstimmung, die 95 % Zustimmung zu seinem Königlichen Weg in die Unabhängigkeit ergab, ab und erklärte seinen Vater Norodom Suramarit zum König. Derart vom bindenden Hofzeremoniell befreit, gründete Sihanouk Sangkum Reastr Niyum (deutsch: Sozialistische Volksgemeinschaft), eine politische Organisation, der alle Angestellten der staatlichen Verwaltung beitreten mussten, und unterdrückte die freie Presse. Dennoch konnten die Frontorganisation Pracheachon und die Demokratische Partei erfolgreich Großveranstaltungen durchführen, so dass Sihanouk Vannsak und viele andere Demokraten verhaften ließ und Mumm ins Exil nach Frankreich zwang, während Sar unbehelligt blieb. Bei den Wahlen 1955 gewann Sangkum Reastr Niyum schließlich mit mehr als 80 % der Stimmen alle Sitze in der Nationalversammlung und bestimmte unter der Führung von Sihanouk die Politik der nächsten 15 Jahre.
Angesichts der neuen politischen Lage war Sar erst einmal ohne konkreten Auftrag. Im Juli 1956 heiratete er seine Freundin Khieu Ponnary. Mit ihrer Schwester zusammen war sie die erste Kambodschanerin gewesen, die einen akademischen Grad erworben hatte. Sar hatte sie 1951 in Frankreich kennengelernt, wo ihre jüngere Schwester Thirith seinen Freund Ieng Sary geheiratet hatte. Zur Zeit ihrer Hochzeit lehrte Ponnary am Lycée Sisowath kambodschanische Literatur, während Sar in dieser Phase seine Stelle als Lehrer an der hauptstädtischen Privatschule Chamraon Vichea (deutsch: Fortschrittliches Wissen) für Französisch, Geschichte, Geographie und Staatsbürgerkunde antrat. Er erwarb sich hier in diesen Jahren, trotz seiner allgemein bekannten kommunistischen Überzeugungen, ein hohes Ansehen, vor allem unter seinen Schülern. Sars Unterricht galt als genau und verständlich und ließ, ungewöhnlich für das damalige traditionelle Lehrer-Schüler-Verhältnis, Fragen zu, die er hilfsbereit beantwortete. Chamraon Vichea war ein privates Collège für Schüler, die, wie Sar selbst, die Aufnahmeprüfung zu einem staatlichen Lycée nicht bestanden hatten. Wahrscheinlich wurde sie mit Mitteln von Lon Nol und Prinz Norodom Chantaraingsey geschaffen, um ein Gegengewicht zur konkurrierenden Söhne-von-Kambodscha-Hochschule zu bilden, die von der Demokratischen Partei im Dezember 1952 gegründet worden war und die sich in ihrem Einflussbereich befand. Bereits zu dieser Zeit hatte Sar mehrere Identitäten und nutzte für Pracheachon den Decknamen Pol. Weiterhin arbeitete er verdeckt für die KPI und organisierte den Schutz ihrer Parteiführer Tou Samouth und Sieu Heng. Bei einem großen Teil seiner Geheimaktivitäten dieser Jahre arbeitete er mit Nuon Chea, später bekannt als „Bruder Nummer Zwei“, zusammen. Wie Sar war dieser seit 1951 Mitglied der KPI. Inwieweit die RVPK zu dieser Zeit fortbestand, ist ungeklärt. 1957 kehrten Schwägerin Thirith und Freund Ieng Sary, der Dozent an der Söhne-von-Kambodscha-Hochschule wurde, aus Paris nach Kambodscha zurück und lebten einige Zeit lang mit Sar und Ponnary zusammen.
Zur damaligen Zeit zählten vor allem Schüler und Lehrer, Studenten, die sich im Ausland radikalisiert hatten, sowie städtische Arbeiter aus dem noch sehr schmalen industriellen Sektor zu den Mitgliedern der KPI, weniger Bauern und ehemalige Milizen auf dem Land. Der Führungsriege, zu der Sar neben Hou Yuon und Ieng Sary gehörte, gelang es, zwischen 1956 und 1960 die Mitgliederzahl ihrer Partei stark anwachsen zu lassen. Die KPI verfolgte zu dieser Zeit erfolgreich eine Einheitsfront-Strategie. Einige ihrer geheimen Mitglieder wie Khieu Samphan und Hu Nim unterstützten öffentlich Sihanouk, der Kambodscha in die Bewegung der Blockfreien Staaten geführt hatte. Sihanouk war ab 1959 zusehends von der Idee besessen, Mordkomplotte aus Thailand und Südvietnam, die beide Thành Exil gewährt hatten, seien gegen ihn im Gange. Er stoppte seine scharfe antikommunistische Rhetorik und Hou Yuon wurde stellvertretender Minister.
Als im April 1960 König Norodom Suramarit starb, kam es zum Streit um die Thronfolge und Sihanouk ging wieder gegen die Kommunisten vor. Er ließ im August 1960 Samphan verhaften, seine Zeitung schließen, 1962 die Frontorganisation Pracheachon zerschlagen und ihre Mitglieder zu lebenslangen Haftstrafen verurteilen. In der Gesamtorganisation IPC, die von Hanoi dominiert wurde, stand andererseits nach der Teilung Vietnams ganz die Unterstützung der Nationalen Front für die Befreiung Südvietnams im Vordergrund, was der Dritte Parteitag der Kommunistischen Partei Vietnams im frühen September 1960 bestätigte. Auf sich allein gestellt und akuter Verfolgung ausgesetzt fand in einem kleineren Gebäude der kambodschanischen Eisenbahn zwei Wochen danach der laut Sar und Nuon Chea erste, anderen Quellen zufolge zweite Parteitag der kambodschanischen Kommunisten statt. Insgesamt 21 Vertreter für Landbevölkerung und Städte wählten Sar Tou Samouth zum ersten Parteisekretär. Sơn Ngọc Minh aus Hanoi, Nuon Chea, Keo Meas, So Phim und Ieng Sary wurden in das zentrale Exekutivkomitee der Arbeiterpartei von Kampuchea (APK) gewählt. Die APK agierte wie eine namenlose Geheimorganisation und folgte noch weitgehend dem Willen Hanois.
Im Juli 1962 verschwand Tou Samouth mit bis heute ungeklärtem Schicksal. Die Hintergründe werden in der Literatur unterschiedlich eingeschätzt. Der Historiker Ben Kiernan geht davon aus, dass ein Generationenwechsel in der Partei herbeigeführt werden sollte und dass Sar in Tou Samouths Beseitigung involviert war. David P. Chandler hingegen berichtet von einer Mordaktion durch Sicherheitskräfte oder einem möglichen Verrat durch Sieu Heng. Sar wurde in der Folge erster Sekretär der APK und Nuon Chea sein Stellvertreter. Neben seiner offiziellen Lehrtätigkeit hielt Sar nun wie Hou You und Khieu Samphan geheime Seminare überwiegend vor Mönchen und Studenten, um hier Nachwuchs für die Organisation zu gewinnen und die allgemeine Unzufriedenheit mit Sihanouk anzufachen. Überzeugend stellte er dort die Utopie einer neuen Gesellschaft dar, in der es keine Preise und Abgaben gebe, weil jeder einer Arbeit nachginge. Menschen, die auf Kosten anderer lebten, bezeichnete er als zu überwindendes Übel, wobei er den königlichen Hofstaat anführte, in dessen Milieu er selbst seine Jugend verbracht hatte. Als Anfang 1963 Studenten eines Lycée in Siem Reap gegen Polizeigewalt und Sangkum Reastr Niyum demonstrierten und es landesweit zu Protesten kam, erstellte Lon Nol eine Liste von 34 zu beseitigenden Personen, auf der auch Sar stand. Sar konnte rechtzeitig fliehen und sich in ein vietnamesisches Militärcamp an der Grenze zu Kambodscha absetzen. Seit dieser Zeit nutzte er seinen Namen gar nicht mehr, verschmolz seine Identität mit der Partei und wurde meist als „Bruder Nummer Eins“ oder „Onkel Sekretär“ bezeichnet.

### Anfänge der Roten Khmer
Die nächsten sieben Jahre war Pol Pot auf der Flucht und lebte mit Ieng Sary und anderen Mitgliedern des Zentralkomitees der kambodschanischen Kommunisten in ständig wechselnden provisorischen Lagern im Osten und Nordosten des Landes sowie in Nordvietnam und China. Dort waren sie fast ausschließlich unter sich, bis auf Radioempfang und gelegentliche Parteikuriere von Phnom Penh waren sie vom Rest der Welt abgeschnitten. Bis 1969 folgten ihnen noch einige hunderte Studenten in den Untergrund. So war es Pot untersagt, die erste Unterkunft, das sogenannte Office 100 der Vietcong an der Grenze zu Vietnam in Kampong Cham, zu verlassen. In den nächsten zwei Jahren war Pot nahezu vollkommen auf Hilfe von außen angewiesen, wobei viele seiner damaligen Unterstützer später von Pot als Feinde betrachtet und im S-21-Foltergefängnis hingerichtet wurden. In Gesprächen untereinander oder mit jüngeren Parteigenossen, die in Pot einen Lehrer sahen, entwickelten sie im festen Glauben an ihre zukünftige Macht nach der überfälligen Revolution träumerische Utopien, die immer weniger mit der Realität zu tun hatten. Zu dieser Zeit verwendete Sihanouk als erster die Bezeichnung Rote Khmer für die Gruppe. Ab Juni 1965 war Pot für 9 Monate im Exil in Nordvietnam. In dieser Zeit präsentierte er sich als Nachfolger von Tou Samouth und kommunizierte mit Hanoi die wichtiger werdende Rolle der kambodschanischen Kommunisten im Vietnamkrieg. Die Ereignisse während dieses Aufenthaltes wurden in der zwölf Jahre später erscheinenden Polemik Livre noir beschrieben und als Begründung für den Bruch mit Vietnam angeführt; Pol Pot dürfte diese Schrift verfasst und sich dabei generell an die äußerlichen Fakten gehalten haben. Demnach übte Lê Duẩn, der zweite Mann nach Hồ Chí Minh, massive Kritik an der unabhängigen politischen Linie der kambodschanischen Kommunisten. Ferner mussten sie Dokumente in Vietnamesischer Sprache unterschreiben, die die Roten Khmer verpflichteten, den Vorrang der Revolution in Südvietnam anzuerkennen, auf ihren Erfolg zu warten und sich bis dahin als Einheitsfront hinter den antiamerikanischen Sihanouk zu stellen. Trotz der im Livre noir geäußerten Empörung gab Pot äußerlich dem vietnamesischen Druck nach und verzichtete darauf, in Kambodscha einen eigenen bewaffneten Aufstand zu beginnen.

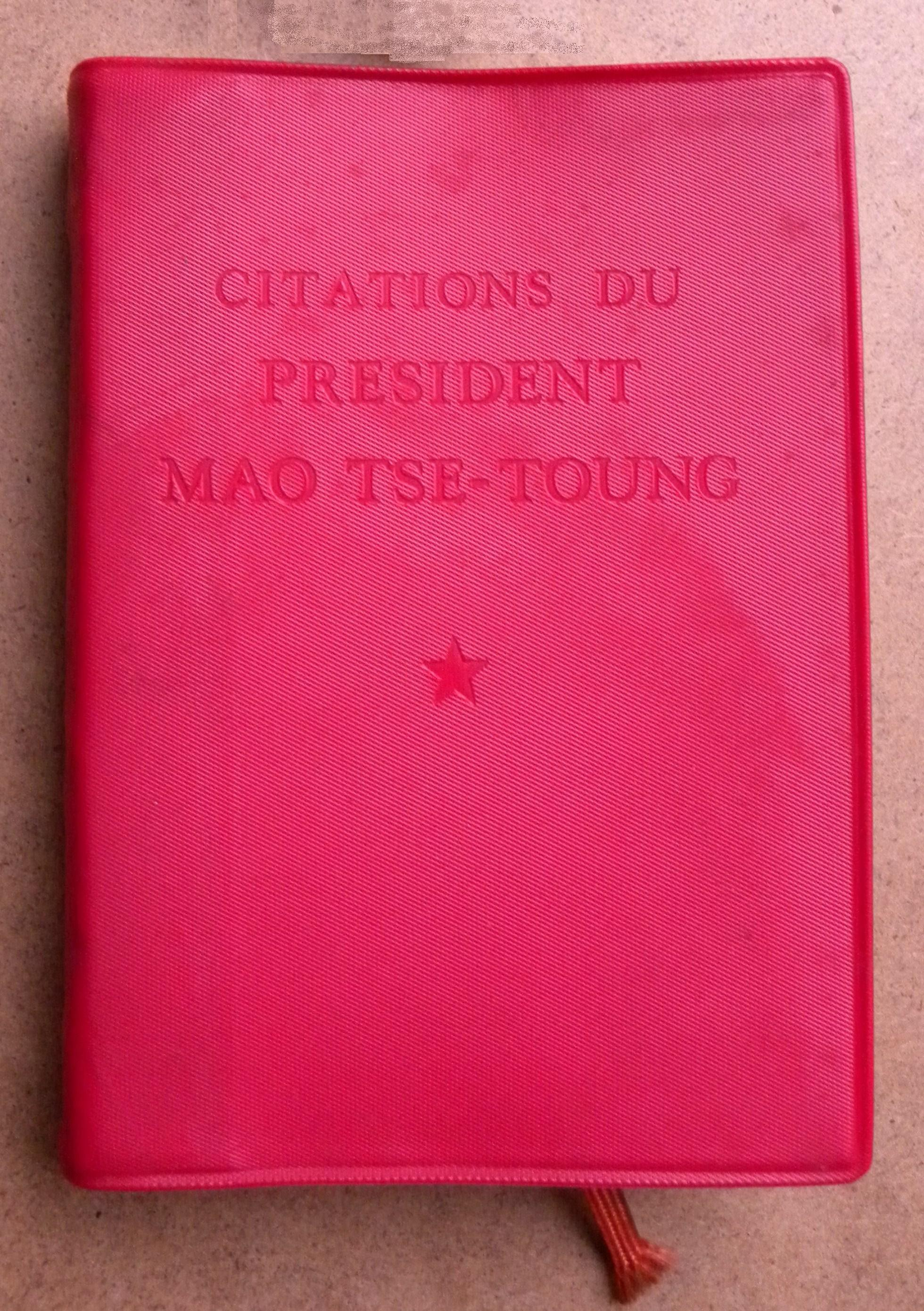
Mao-Bibel, französischsprachige Erstausgabe von 1966

Großen Einfluss auf Pot hatte die auf seinen Vietnamaufenthalt folgende Reise in die Volksrepublik China im Jahr 1966. Hier, inspiriert durch den herrschenden Maoismus und den Beginn der Kulturrevolution, machte Pot sich Maos Ansichten zu eigenständiger Revolution, permanentem Klassenkampf und Voluntarismus zu eigen und sah im Großen Sprung nach vorn ein Vorbild für Kambodscha. Er beurteilte die vietnamesische Dominanz fortan negativ. Pot erlebte zu dieser Zeit neuartige Methoden der Kommunistischen Partei Chinas wie die Teilevakuierung von Städten, die Sturmattacke auf ökonomische Probleme und eine ranglose Armee, die von den Roten Khmer übernommen wurden. In dieser Zeit freundete er sich mit Kang Sheng an, der ihn auf die Wichtigkeit hinwies, verdeckte Feinde der Partei zu enttarnen und zu vernichten. Neben Kang Sheng wurde Pot wahrscheinlich von Liu Shaoqi und Deng Xiaoping, die zu dieser Zeit mit Zhou Enlai für die chinesische Außenpolitik zuständig waren, in Peking empfangen. Für China war zu dieser Zeit die Allianz mit Sihanouk bedeutender als die Sache der APK, weshalb sie Pot dazu rieten, sich vorerst hinter den Prinzen zu stellen. Wie bereits an Jugoslawien im Jahr 1950 beeindruckte Pot an China die hohe soziale Mobilisierung insbesondere in den Städten und die vergleichsweise moderne postrevolutionäre Gesellschaft, die in einem eklatanten Gegensatz zum vom Kriege gezeichneten Vietnam und dem ländlich geprägten Kambodscha standen. Neben der Mao-Bibel, deren rasante Ausbreitung Pot in China beobachten und deren Betonung des revolutionären Potenzials der einfachen Landbevölkerung er verstehen und auf Kambodscha übertragen konnte, hatte eine Festschrift von Lin Biao vom September 1965 auf seine politischen Ansichten Einfluss. In dieser Verteidigung maoistischer Ideen wurde unter anderem betont, dass in der Dritten Welt die kommunistischen Revolutionen unabhängig und nicht durch größere sozialistische Länder gesteuert erfolgen sollten, sowie kapitalistische Städte durch revolutionär kontrolliertes bäuerliches Umland zu isolieren und besiegen seien. Nicht nur Pol Pot, sondern auch andere revolutionäre Bewegungen in Thailand, Bolivien und den Philippinen beriefen sich in der Folge auf Lin Biaos Ideen.
Im Jahr 1965 entschied Sihanouk, die diplomatischen Beziehungen zu Amerika abzubrechen und Vietnamesische Volksarmee und Nationale Front für die Befreiung Südvietnams auf dem Sihanouk-Pfad operieren zu lassen, der den Ho-Chi-Minh-Pfad ergänzte. Im Folgejahr kam es nicht nur innenpolitisch mit der Wahl Lon Nols zum Premierminister zu einer bedrohlichen Verschärfung der Lage, sondern auch zum Übergriff des Zweiten Indochinakriegs auf kambodschanisches Territorium. Nachdem Sukarno die Massaker in Indonesien 1965–1966 an den Kommunisten nicht verhindern konnte, wuchs die Besorgnis, mit der Konstellation Sihanouk gegen Lon Nol in die gleiche Situation zu geraten. Bei der Rückkehr nach Kambodscha im September 1966 musste Pot daher sein Lager in die abgelegene Provinz Ratanakiri, in das Office 104, verlegen. Später floh das komplette Office 100 aus Kampong Cham dorthin, womit die Parteiführung an einem Ort versammelt war. Sie lebten hier unter halbnomadischen Bergvölkern, den Khmer Loeu, die selbst der Regierung gegenüber feindlich eingestellt waren und sich in großer Zahl für die Ziele der Kommunisten gewinnen ließen. Hier wie später andernorts ließen sich viele vom Argument Pol Pots überzeugen, die Probleme Kambodschas rührten von einem unüberwindlichen Stadt-Land-Konflikt her, der zugunsten der Landbevölkerung gelöst werden müsse. Im September 1966 benannte sich die WPK in Kommunistischen Partei Kampucheas (KPK) um. Kiernan sieht darin eine Distanzierung von der Partei der Werktätigen Vietnams und eine Annäherung an die Kommunistische Partei Chinas.
Während einer längeren Auslandsreise von Sihanouk unterband Premierminister Lon Nol militärisch die Versorgung der in Kambodscha stehenden Vietcong durch die Landbevölkerung. Daraufhin kam es im März 1967 zum Aufstand von Samlaut in der Provinz Battambang, der größtenteils durch Bauern getragen wurde und sich auf benachbarte Provinzen ausweitete. Als Gegenreaktion zerschlug der inzwischen zurückgekehrte Sihanouk die Organisationsstrukturen der Kommunisten in den Städten. Pot setzte daher Ende 1967 ein Führungsseminar der KPK an. Der Beschluss war, sich primär politisch weiter aufzubauen und mit Milizen in erster Linie die Parteiführung zu schützen, und den lokalen Führern vor Ort die Entscheidung zu überlassen, ob und wie sie sich an Kämpfen beteiligen konnten. Aus diesen Milizen entstand die Kambodschanische Revolutionsarmee. Am 17. Januar 1968 kam es zu einem von mehreren Überfällen von kommunistischen Milizen auf Armeeeinheiten, was die Roten Khmer später als ihre Geburt feierten. KPK-Milizen unter der Führung von So Phim unterstützten die Rebellen von Samlaut. Die Lage in Kambodscha spitzte sich nach der Tet-Offensive weiter zu, Sihanouks außenpolitische Kehrtwende mit Wiederaufnahme der diplomatischen Beziehungen zu den Vereinigten Staaten Mitte 1969 scheiterte, das Militär unter Lon Nol bekriegte sich immer häufiger mit den Vietcong, anderen vietnamesischen Milizen und vereinzelten Widerstandsgruppen der Kommunisten. Zeitgleich befahl Richard Nixon die streng geheime Operation Menu und somit ein massives Flächenbombardement auf die Operationsgebiete der Vietcong in Kambodscha mit B-52-Bombern. All diese Ereignisse trieben den Roten Khmer weitere Rekruten zu, so dass sie bis Ende 1970 über 4.000 Kämpfer hatten. Kiernan sieht im amerikanischen Flächenbombardement Kambodschas, bei dem zwischen 1969 und 1973 540.000 Tonnen Bomben zumeist auf die ländlichen Gebiete abgeworfen wurden, den bedeutendsten Einzelfaktor für die erfolgreiche Massenmobilisierung der Roten Khmer. Pol Pots genauer Aufenthalt von Anfang 1968 bis Ende 1969, als er das zweite Mal nach Vietnam reiste, ist unbekannt. Auf der Flucht durch Kambodscha hat er sich wahrscheinlich in mehreren provisorischen Lagern am Aufbau der wachsenden Partei und politischen Bildung seiner Mitglieder beteiligt.

### Kambodschanischer Bürgerkrieg
Es gilt als sicher, dass Pol Pot sich ab Ende 1969 in Nordvietnam aufhielt. Im Livre noir berichtet Pot von einem Zerwürfnis mit der vietnamesischen KP über das Primat des Kriegs in Südvietnam, dem die kambodschanischen Kommunisten zuerst zu dienen hätten. Sein späteres Verhalten spricht eher dafür, dass er weiterhin der Linie Hanois folgte. Die Lage änderte sich abrupt, als der strikt antikommunistische Lon Nol die angesichts der Auswirkungen des Vietnamkriegs zusehends vietnamfeindliche Volksstimmung ausnutzte. Im März 1970 setzte er Sihanouk ab, als dieser sich auf Auslandsreise befand, womit der Kambodschanische Bürgerkrieg seinen Anfang nahm. Danach ließ Lon Nol sich von der Nationalversammlung Sondervollmachten verleihen, forderte die Vietcong auf, binnen zwei Tagen das Land zu verlassen, und proklamierte die Republik Khmer. Wahrscheinlich gemeinsam mit Phạm Văn Đồng kam Pot am 21. März 1970 in Peking an, zwei Tage nach Prinz Sihanouk, der hier im Exil lebte, da China als eines von wenigen Ländern die Republik Khmer nicht anerkannt hatte. Die Anwesenheit Pots wurde vor Sihanouk geheim gehalten. Da die Einheitsfront mit Sihanouk nicht mehr existierte und Lon Nol den Konflikt anschürte, kämpften die Vietcong und Teile der nordvietnamesischen Armee gemeinsam mit den kambodschanischen Kommunisten gegen Phnom Penh.
Die Vietcong und Hanoi beanspruchten gegenüber den Roten Khmer die Führung und Initiative im Kambodschanischen Bürgerkrieg und rekrutierten unter dem Banner Prinz Sihanouks schnell Truppen für die Front Uni National du Kampuchéa (FUNK) in der Landbevölkerung. Andererseits vertauschten sich die Rollen mitunter, wenn vietnamesische Kräfte bedrängt wurden und in Gebiete flohen, die die kambodschanischen Kommunisten kontrollierten. Zu dieser Zeit hatte die Frontorganisation der KPK, angkar padevat (deutsch: Revolutionäre Organisation), knapp 3.000 Männer und Frauen in kleineren Kampfverbänden unter Waffen stehen, die sich über die Wälder der Provinzen Kampong Speu, Kampot, Battambang, Kratie und im Nordosten verteilten. Im April 1970 brach Pot von Hanoi über den Ho-Chi-Minh-Pfad nach Kambodscha auf. Als er nach sechs Wochen das Office 102 erreichte, schickte er Ieng Sary in Funktion eines Verbindungsoffiziers nach Hanoi, wo bereits Keo Meas mit ähnlicher Aufgabe agierte. Mittlerweile waren während der Cambodian Campaign von April bis Juli 1970 amerikanische und südvietnamesische Bodentruppen in Kambodscha eingerückt, während die vietnamesenfeindliche Stimmung unter Lon Nol zu ethnisch motivierten Massakern und vielen Freiwilligenmeldungen für die kambodschanische Armee geführt hatte.
Vor diesem Hintergrund verlegten die Roten Khmer ihr Hauptquartier nach Phnom Santuk in der Provinz Kampong Thom, da hier das Zentralkommando der Vietnamesen lag, obwohl laut Livre noir bis Mitte 1971 die komplette Führung um Pot der Dominanz und Abhängigkeit von den Vietcong und Nordvietnam überdrüssig war. Zwar kam es vereinzelt zu kleineren Scharmützeln zwischen Vietcong und kambodschanischen Kommunisten, doch der Krieg gegen Lon Nol in den Jahren 1971–1972 wurde überwiegend von Vietnamesen und unter vietnamesischem Kommando stehenden Kambodschanern geführt. Im Rahmen der im August 1971 von Lon Nol begonnenen Offensive Operation Chenla II konnten die Kräfte der FUNK die Regierungstruppen bis Dezember des gleichen Jahres entscheidend zurückschlagen, wobei sich vor allem die vietnamesischen Einheiten als kampfstark erwiesen. Lon Nol war von da an in der Defensive; sein Einfluss beschränkte sich vor allem auf die Städte, die sich mit immer mehr Kriegsflüchtlingen füllten. Von diesem Zeitpunkt an waren Pot und die restliche Parteiführung davon überzeugt, den Kambodschanischen Bürgerkrieg alleine und ohne vietnamesische Unterstützung für sich entscheiden zu können. Pot erhöhte den Organisationsgrad von angkar padevat und wies eine spezielle Verwaltungszone südlich und westlich der Hauptstadt aus. Vorn Vet bekam dieses Gebiet unterstellt, in denen Parteischulen eingerichtet und Kader sowie Kämpfer ausgebildet wurden. In den dort verbreiteten Schriften zur Indoktrination wurde immer wieder herausgehoben, dass einfache Bauern, Angehörige der unteren Mittelschicht sowie Arbeiter als Parteikader die Zukunft des Landes bestimmen und die kapitalistischen und feudalen Klassen verschwinden lassen würden.
Im März 1972 gab Peking bekannt, dass Pot der militärische Stabschef in der FUNK sei, und dass er nur die Strategie bestimmte und die taktischen Entscheidungen den Militärs vor Ort überließ. So entschied Pol Pot nach dem Vertrag von Paris und entgegen der Bitten Hanois, dem Waffenstillstand zwischen den Vereinigten Staaten, Süd- und Nordvietnam nicht beizutreten, und den Kampf der FUNK ab Januar 1973 ohne vietnamesische Unterstützung fortzuführen. Zum einen betrachtete die KPK den Vertrag von Paris als einen Verrat am gemeinsamen Kampf, zum anderen war für sie die Rückkehr zu einer rein politischen Organisation unter dem Regime von Lon Nol unvorstellbar. In der Folge entfernte die Partei alle aus Hanoi kommenden Kader aus der Organisation, einige dieser vietnamesischen Kader wurden hingerichtet. Beim Rückzug der vietnamesischen Truppen kam es zu ersten Gefechten mit den Roten Khmer.
In den von der KPK kontrollierten Gebieten wurden restriktive Sozial- und Erziehungsprogramme umgesetzt. So wurden buddhistische Religionsausübung und andere kulturelle Traditionen, wie zum Beispiel der Halbnomadismus und Animismus der Bergvölker, unterdrückt, Jugendliche von ihren Familien getrennt und in Gruppen zur Parteiarbeit verpflichtet. Die Bevölkerung wurde gezwungen, Uniform zu tragen, die Bauern mussten sich zu Kooperativen zusammenschließen. Außerdem kam es unter den Roten Khmer zu Zwangsumsiedlungen und ab 20. Mai 1973 zur Kollektivierung der Landwirtschaft und zum Verbot von Privatbesitz, was die Landflucht weiter erhöhte.
Die Amerikaner, auf den letzten verbliebenen Kriegsschauplatz in Indochina konzentriert, starteten im März 1973 mit der intensivierten Nachfolgeoperation zur Operation Menu, Operation Freedom Deal, massive Luftangriffe auf die Roten Khmer. Dabei wurden bis August 1973 250.000 t Bomben abgeworfen, 10.000 Rote Khmer und zwischen 30.000 und 250.000 Zivilisten wurden dabei getötet. Auf dem Land hatten diese Angriffe verheerende Auswirkungen, das zivile Leben kam zum Erliegen. Die Operation Freedom Deal führte einerseits dazu, dass ein Teil der Bevölkerung sich radikalisierte und sich von den Roten Khmer anwerben ließ, andererseits flohen viele Menschen in die unter Kontrolle der Truppen von Lon Nol stehenden Städte. Die KPK betrachtete die Landflüchtlinge als Verräter, was ihre ohnehin bestehende Feindschaft gegenüber den Städten erhöhte. Im Mai 1973 befahl Pot die erste Sturmattacke auf Phnom Penh. Diese scheiterte an amerikanischen Luftangriffen und im August 1973 an der Regenzeit. Die Roten Khmer hatten die bis dahin schwersten Verluste im Bürgerkrieg erlitten. Noch während Operation Freedom Deal das Land verheerte, kam es zu einem ersten Treffen von Pot und Sihanouk. Pol Pot blieb weiter im Verborgenen, denn als der Prinz Kambodscha betrat, begrüßte ihn eine Delegation aus Khieu Samphan, Hou Youn und Hu Nim stellte sich ihm im Stile einer Frontorganisation als die Entscheidungsträger der FUNK im Kambodschanischen Bürgerkrieg vor. Erst zwei Tage später traf Sihanouk nahe Angkor den während der ganzen Versammlung scheu im Hintergrund gebliebenen Pot, ohne seine Bedeutung zu ahnen.
Anfang 1974 kam es zur zweiten Sturmattacke auf Phnom Penh, dessen Bevölkerung inzwischen auf über zwei Millionen angewachsen war und das seit August 1973 nicht mehr von der amerikanischen Luftwaffe verteidigt wurde. Wegen der unerwartet starken Gegenwehr der Regierungstruppen unter Lon Nol wurde der zweite Angriff auf die Hauptstadt mit schweren Verlusten im April 1974 abgebrochen, wobei beide Seiten keine Gefangenen mehr machten. Trotzdem gelang es ihnen, die Stadt immer mehr von der Außenwelt abzuschneiden und zum Beispiel die Transportwege nach Sihanoukville zu unterbrechen. Ende 1974 traf sich Pot mit Chou Chet, Parteisekretär für den Südwesten, um die Pläne für den dritten Sturmangriff auf Phnom Penh zu koordinieren und deren Umsetzung in einigen Kampfeinheiten selbst zu überwachen. Noch vor Jahresende 1974 war Phnom Penh ohne Straßenverbindung nach außen. Ende Januar 1975 verlegten die Roten Khmer im Mekong chinesische Seeminen, um auch Flusstransporte nach Phnom Penh unmöglich zu machen.
Im Februar 1975, als der Fall Phnom Penhs absehbar war, beschloss das Zentralkomitee der KPK die komplette Evakuierung von Phnom Penh und aller anderen Städte sowie die Deportation der dortigen Bevölkerung; in den Augen der Roten Khmer waren die Stadtbewohner, unter ihnen viele Angehörige der chinesischen und vietnamesischen Minorität, Feinde der Revolution und die Flüchtlinge Verräter. Sie sollten auf das Land gebracht werden, um sie als Opposition auszuschalten und mittels Zwangsarbeit in der Landwirtschaft im zukünftigen Arbeiter-und-Bauern-Staat einzusetzen. Nachdem Ende März 1975 Phnom Penh auch auf dem Luftweg nicht mehr erreichbar war, trat Lon Nol Anfang April zurück und floh ins Exil, womit die Republik Khmer faktisch am Ende war. Kurze Zeit später wurde die amerikanische Botschaft evakuiert, am 12. April wurde das Botschaftspersonal und seine Angehörigen in der Operation Eagle Pull mit Hubschraubern ausgeflogen. Am 17. April 1975 schließlich marschierten die Roten Khmer in Phnom Penh ein. Die Großmacht Amerika derart erniedrigt zu haben und der Umstand, dass dies zeitlich noch vor der Operation Frequent Wind in Saigon geschah, war für die Roten Khmer ein Erfolg, den sie sich fast ausschließlich selbst zuschrieben.

### Das Pol-Pot-Regime

#### An der Macht

Die rote Parteifahne der KPK mit gekreuzten Hammer und Sichel wurde während der Diktatur im Inland zusammen mit der Staatsflagge gehisst.

Mit Einmarsch in Phnom Penh setzten die Roten Khmer die radikalen, in der Isolation des Untergrunds ersonnenen, steinzeitkommunistischen Utopien des Zentralkomitees der KPK um Bruder Nummer Eins in die Wirklichkeit um. Als erster Schritt erfolgte die Deportation der gesamten Stadtbevölkerung. Im Gegensatz zu den Kleinbauern, die als einfache Menschen vorerst weitgehend unbehelligt blieben, galten die Stadtbewohner über Nacht als neue Menschen oder Menschen des 17. April, von denen viele Tausende in den nächsten Wochen bei der Umsiedlung starben. Auch aus allen anderen Städten der früheren Republik Khmer wurde in weniger als einer Woche die gesamte Bevölkerung verschleppt, darunter Pots älterer Bruder und andere enge Verwandte, worauf er keine Rücksicht nahm. Als Pol Pot am 23. April 1975 in Phnom Penh eintraf, betrat er somit eine Geisterstadt. Er ließ die Stadt militärisch sichern, einen großen Teil der Kriegsgefangenen von Lon Nols Armee hinrichten und in einem Bahnhof das neue Hauptquartier einrichten.
Im Mai 1975 ereignete sich mit dem Mayaguez-Zwischenfall die letzte bewaffnete Auseinandersetzung zwischen Truppen der Vereinigten Staaten und den Roten Khmer. Im gleichen Monat eroberten die Roten Khmer einige vietnamesische Inseln im Golf von Thailand, ohne damit eine nennenswerte militärische Gegenreaktion auszulösen. Pot besuchte in dieser Phase Nordvietnam, China und Nordkorea und erarbeitete mit dem Zentralkomitee die Verfassung für die neue Republik. In Peking wurde sein Besuch vor der Öffentlichkeit geheim gehalten. Mao sagte Pol Pot eine Milliarde US-Dollar an finanzieller Unterstützung zu, während in Kambodscha schon die ersten von vermutlich 1.000 chinesischen Technikern und Facharbeitern als Hilfskräfte für die Roten Khmer eintrafen. Prinz Sihanouk, der offiziell immer noch Leitfigur der FUNK war, wurde erst im September 1975 auf chinesischen Druck hin von Pot nach Kambodscha gelassen.
Laut Berichten der wenigen Zeitzeugen, die die späteren massiven politischen Säuberungen der Killing Fields überlebt haben, unter ihnen Heng Samrin, fand vom 20. bis 24. Mai 1975 eine Versammlung der zivilen und militärischen Führung Kambodschas in der Hauptstadt statt, zu der keine Protokolle erhalten sind. Hier wurde die dauerhafte Räumung aller Städte, das Verbot von Geld, Markt und Buddhismus sowie wahrscheinlich die Entsendung von Truppen an die vietnamesische Grenze beschlossen. Weitere Vorgaben der Parteiführung waren laut Zeitzeugen die Hinrichtung aller Führungskräfte des Lon-Nol-Regimes und die flächendeckende Zusammenfassung von Dörfern in landwirtschaftliche Kooperativen, wobei diese Maßnahme nach anderen Aussagen erst später formuliert wurde. So verkündete das Parteimagazin Tung Padevat (übersetzt: „Revolutionäre Flagge“) noch im August 1975 die Maßgabe, die unterschiedlichen Kooperativen eines Dorfes, welche in der Regel 15–30 Familien umfassten, zu einer zusammenzuführen. Im Jahr 1976 wurde den Menschen die Essenszubereitung in Privathaushalten verboten und sie dazu verpflichtet, ihre Mahlzeiten in Gemeinschaftskantinen einzunehmen. Darüber hinaus wurde auf der Versammlung im Mai 1975 die Vertreibung der ethnischen Vietnamesen beschlossen: Pol Pot, der am zweiten Tag vor der Versammlung sprach, betonte, dass Kambodscha keine vietnamesische Minderheit dulden könne.
Im Juli 1975 wurde die Bevölkerung in drei Gruppen unterteilt: in Menschen mit vollen Rechten, Kandidaten und Deponierte. Bei den Menschen mit vollen Rechten handelte es sich um politisch linientreue einfache Menschen, die keine Verwandtschaft unter den Menschen des 17. April oder den bereits exekutierten Opfern des Pol-Pot-Regimes hatten und überzeugenden Arbeitseifer zeigten. Die Deponierten waren überwiegend Menschen des 17. April, also Bürger, die von der Stadt auf das Land „umdeponiert“ worden waren, und einfache Menschen mit einer belasteten Biographie. Die Kandidaten bildeten eine dazwischenliegende Gruppe. Zu dieser gehörten zum Beispiel Menschen, die keinen einfachen Bauernfamilien entstammten, und daher Defizite im sozioökonomischen Status hatten. Prinzipiell war es Kandidaten möglich, über Dienst in den Streitkräften oder Einsatz für die Sache der Revolution in die Gruppe der Menschen mit vollen Rechten aufzusteigen.
Die KPK, deren Frontorganisation immer noch angkar padevat war, brauchte mehr als ein Jahr, um eine Verwaltung aufzubauen, wobei ihre Entscheidungen geheim und die Personen hinter den Decknamen verborgen gehalten wurden. In den erhaltenen Sitzungsprotokollen des Zentralkomitees von Oktober 1975 bis Juni 1976 ist anfangs eine Aufgabenzuteilung festgehalten, die Formen eines Kabinetts hat. Am 9. Oktober 1975 wurde elf Männern und zwei Frauen protoministeriale Aufgabenverantwortung zugewiesen:
- Pol Pot als Genosse Sekretär, Bruder Nummer Eins: Verteidigung,
- Nuon Chea als Genosse stellvertretender Sekretär, Bruder Nummer Zwei: Parteiorganisation und Erziehung,
- Ieng Sary: auswärtige Angelegenheiten,
- Son Sen: Geheimdienst und den militärischen Generalstab,
- Non Suon: Landwirtschaft,
- Chhim Samauk als Stabschef des Premiers,
- Vorn Vet: Wirtschaft,
- Ieng Thirit: Soziale Angelegenheiten.

Weitere Funktionen übten die Ehefrauen von Sen und Sary aus. Bis 1978 ließ Pol Pot fünf der insgesamt 13 genannten Personen hinrichten. Führungsfigur der Revolution war nach außen immer noch Prinz Sihanouk. Er hatte die Unterstützung Pekings, aus diesem Grund konnten sich die Roten Khmer nicht von ihm trennen. Dies änderte sich im Januar 1976, als Sihanouks bedeutendster Unterstützer, Zhou Enlai, starb. Durch die Ereignisse in Kambodscha tief beunruhigt, reichte Sihanouk im März 1976 seinen Rücktritt bei angkar padevat ein. Pot verabscheute zwar Sihanouk, weil er das genaue Gegenteil seines Ideals vom Leben der einfachen Bauern und Arbeiter symbolisierte, andererseits wollte er ihn als patriotisches Identifikationssymbol im Lande halten, wo er ihn unter Kontrolle hatte. Die FUNK bestätigte daher seinen Rücktritt am 12. April 1976 und der Prinz lebte von da an unter Hausarrest. Weiter beschäftigte die Führung um Pot die Tatsache, dass große Teile Kambodschas immer noch unter der Kontrolle vietnamesischer Truppen standen.

#### Demokratisches Kampuchea

Staatsflagge des Demokratischen Kampuchea.

Im Januar 1976 wurde die Nationale Befreiungsfront (FUNK) aufgelöst und das Demokratische Kampuchea ausgerufen. Die Verfassung schrieb eine umfassende, tief in die Lebenswirklichkeit der Menschen eingreifende Kollektivierung der Wirtschaft fest und setzte Angka mit den Volksinteressen gleich. Im April 1976 wurde eine Wahl zur Versammlung der Volksrepräsentanten abgehalten, vor allem mit dem Ziel, das Ausland zu beruhigen. Während die Menschen des 17. April kein Stimmrecht hatten, wurden die 250 Kandidaten alle von angkar padevat nominiert und nicht nach Provinz, sondern Berufsgruppe aufgestellt. Die Wahlbeteiligung blieb gering, denn laut Aussage eines Abgeordneten hatten nur Arbeiter die Möglichkeit abzustimmen, während den Bauern dies verwehrt blieb. Pol Pot trat zum ersten Mal unter diesem Namen als „Arbeiter einer Kautschukplantage“ an und wurde zum Premierminister gewählt. Danach beschloss die Versammlung der Volksrepräsentanten ihre Auflösung auf unbestimmte Zeit. Bis dahin hatte er sowohl Pol als auch Pot als Decknamen benutzt. Pol Pot hat keine unabhängige Bedeutung, anders als die revolutionären Kampfnamen, die sich die anderen Mitglieder des Zentralkomitees gaben. Die Versammlung der Volksrepräsentanten kam Mitte April 1976 zusammen, bestätigte die Regierung des Demokratischen Kampuchea und vertagte sich auf unbestimmte Zeit. Die Wahl Pol Pots zum Premierminister wurde am 14. April im Radio bekannt gegeben.
Als Regierungsmitglieder fürchteten sich Pol Pot und die anderen noch mehr als zuvor vor Attentaten und Umsturzversuchen, weshalb das Zentralkomitee stets gut bewacht im Verborgenen agierte. Ab Juli 1976 wurden bei den Sitzungen des Zentralkomitees keine Protokolle oder andere Dokumente mehr verfasst. Bis 1977 sind zwei Schwerpunkte erkennbar, die Umsetzung des Vierjahresplan zum Aufbau des Sozialismus in allen Feldern, den Pol Pot am 21. August 1976 dem Zentralkomitee präsentierte, und die politische Säuberung von Republik und Partei. Die Morde wurden zu einem großen Teil im Befragungszentrum der Partei, Tuol Sleng, durchgeführt. Die sich bis zum Krieg zuspitzenden Spannungen mit Vietnam zu dieser Zeit führten dazu, dass Pol Pot noch rascher versuchte, den Vierjahresplan umzusetzen und sich von seinen Feinden zu befreien.
Der Vierjahresplan basierte auf Pol Pots vier Grundprinzipien Kollektivismus, Autarkie, Revolutionswille und Stärkung der Armen, die den Weg in den Sozialismus ebnen sollten. Ziel war, die Reisexporte so weit zu erhöhen, dass mit dem Handelsüberschuss der Import von Gütern und Waren zum Aufbau einer eigenen Industrie und des dazugehörigen Proletariats finanziert werden konnte. Als Ideal galt hier die Schwerindustrie, die symbolisch in das Staatsemblem aufgenommen wurde, völlig unabhängig von der Tatsache, dass in Kambodscha keine Erzvorkommen bestehen. Diese Exportorientierung stand im Gegensatz zum völligen Verbot von Märkten, Geld und Privatbesitz im Inneren. Reis als einziges bedeutendes Exportgut wurde durch Pol Pot nahezu metaphysisch aufgeladen und als der Weg propagiert, die kambodschanischen Bauern aus ihrer Armut zu befreien. Typischerweise waren die Vorgaben, die Bruder Nummer Eins im Vierjahresplan machte, utopisch hoch und betrugen bei Reis 3 t pro Hektar, obwohl der Ertrag im Jahr vor Ausbruch des Kambodschanischen Bürgerkriegs weniger als 1 t betragen hatte. In den Provinzen Battambang und Pursat kam es nun zur Sturmattacke auf die Landwirtschaft, wobei mithilfe einer Million verschleppter Stadtbewohner bis 1980 140.000 Hektar Wald für den Reisanbau urbar gemacht werden sollten. In den folgenden zwei Jahren starben Zehntausende von ihnen an Hunger und Unterversorgung. Die an Wunschdenken grenzenden Erwartungen an die Reisernte, gerade im Nordwesten mit seiner Million Zwangsarbeitern, erfüllten sich nicht und aus Unterernährung wurde mit Beginn 1977 immer öfter Hungertod. Viele der Überlebenden berichteten später von einem gängigen Aphorismus der Parteikader zu den städtischen Zwangsarbeitern, den neuen Menschen: „[Dich] behalten ist kein Gewinn. [Dich] verlieren ist kein Verlust.“
Obwohl Pol Pot und andere Mitglieder des Zentralkomitees Lehrer und keine Bauern waren, spielte Bildung im Vierjahresplan keine Rolle. Es wurden nur wenige Grundschulen und bis 1978 keine Mittelschule eingerichtet, nichts zur Alphabetisierung der Landbevölkerung unternommen. Der Unterricht erfolgte vor allem mündlich und vermittelte Inhalte der Partei, während in Geschichte die Zeit vor der Revolution komplett ausgeblendet wurde. So hatte der Vierjahresplan keine Verwendung für Kultur jenseits von revolutionärer Schulung und Erziehung wie in Form von Liedern oder Gedichten und lehnte alle prärevolutionären Traditionen ab.
Im September 1976 kam es zu einer Führungskrise unter den Roten Khmer. Am 18. September verfasste Pol Pot eine öffentliche Gedenkschrift für den verstorbenen Mao Zedong, in der er erstmals darüber informierte, dass Kambodscha von einer marxistisch-leninistischen Organisation regiert werde. Nur zwei Tage später wurde der Parteisekretär für den Nordosten, Ney Saran, verhaftet und wenig später die Parteigröße Keo Meas. Beide wurden später in Tuol Sleng ermordet, wahrscheinlich wollte Pol Pot Kader aus der älteren Generation ausschalten. Zeitgleich verkündete Pol Pot über Radio Phnom Penh seinen Rücktritt aus gesundheitlichen Gründen. Wahrscheinlich war dies ein weiteres Manöver, um zum einen das Ausland zu verwirren und zum anderen parteiinterne Gegner aus der Deckung zu locken, denn nur wenige Tage später amtierte er wieder. Ein scharfer Streit in der Partei drehte sich um die Frage, ob 1951, als die Partei noch vollständig von Vietnam kontrolliert worden war, oder 1960 als Gründungsjahr der KPK zu feiern sei. Obwohl Pol Pot die Absicht gehabt hatte, auf der Jubiläumsfeier zur Parteigründung am 30. September 1976 den Vierjahresplan vorzustellen und womöglich die Öffentlichkeit über die wahre Regierungspartei hinter angkar padevat aufzuklären, sagte er das Fest ab. Von diesem Zeitpunkt an war er, seinen Reden und den aus Tuol Sleng erhaltenen Dokumenten zufolge, mit der politischen Säuberung der Partei und den Beziehungen zu Vietnam beschäftigt.

#### Killing Fields
Während es kaum Schriftliches zu den Regierungsentscheidungen der Roten Khmer gibt, sorgten sie selbst dafür, dass ihre Massenmorde in Killing Fields wie Choeung Ek und Tuol Sleng durch die schriftlich festgehaltenen „Geständnisse“ der gefolterten Insassen gut dokumentiert sind. Die zu den Verhören und Morden führenden „Verschwörungen“, die Pol Pot zur Begründung anführte, ähnelten denen der Schauprozesse während des Großen Terrors und der Kampagne gegen wurzellose Kosmopoliten von 1948–1953. Kaing Guek Eav und die anderen Lagerleiter der Killing Fields schickten die Berichte, die die „Geständnisse“ der gefolterten und anschließend hingerichteten Opfer enthielten, diensteifrig über Son Sen an die Parteizentrale K-1. Dort wurden die Dokumente miteinander abgeglichen, „verschwörerische“ Netzwerke mit Vietnam oder der CIA identifiziert und deren Mitglieder auf den Killing Fields hingerichtet, wobei weitere „Geständnisse“ entstanden. Nachdem anfangs vor allem Soldaten des früheren Lon-Nol-Regimes und Kambodschaner mit Verbindungen nach Nordvietnam Opfer wurden, begann ab Mai 1976 die politische Säuberung innerhalb der Roten Khmer, die sich erst gegen die Parteikader im Osten des Landes richtete, die unter Führung von So Phim eine nachgiebigere Haltung gegen Vietnam befürwortet hatten. Im Dezember 1976 rief Pol Pot zu einem Führungsseminar der Partei. Anders als bisher bei Anlässen dieser Art entbehrten seine Reden nun des Triumphalismus ob der erfolgreichen Revolution. Er sprach von Feinden und Verrätern als Mikroben innerhalb der Partei, die, unbeseitigt, die KPK in ihrer Existenz gefährdeten. Zum Schutz solle die Partei weiterhin der Öffentlichkeit verborgen bleiben. Für Ernteausfälle machte er die vertriebene Stadtbevölkerung verantwortlich, die in einigen Gegenden die Produktion leitete, weil keine Parteikader zur Verfügung standen. Um die für Verrat vorgeblich anfälligeren Parteikader im Osten unter Druck zu setzen und sie durch Kommunisten aus dem Südwesten ersetzen zu können, beschloss die Führung bei diesem Treffen für die östliche Verwaltungszone besonders hohe Vorgaben bei der Reisproduktion. Insbesondere in dieser Region kam es außerdem zu ethnischen Säuberungen, denen die muslimischen Cham zum Opfer fielen. Die Weichen für diese Politik waren bereits im Jahr 1973 gestellt worden, wie Dokumente des Zentralkomitees der KPK zeigen.
Ab Januar 1977 wurden hohe Parteifunktionäre wie zum Beispiel Hu Nim und ein Großteil der Intelligenzija der Partei auf die Killing Fields verbracht. Diese Säuberungswelle betraf insbesondere die Verwaltungszone Nord, wo die ermordeten Parteikader durch Rote Khmer aus anderen Regionen ersetzt wurden. Nach einem Besuch von Pol Pot in der Verwaltungszone Nordwest begann auch hier die Vernichtung der lokalen Parteiführung, an deren Stelle Parteimitglieder aus dem Südwesten traten, die unter Kontrolle von Ta Mok standen. Bis Mitte 1977 wurden die Killing Fields, die durch die aufgedeckten „Verschwörungen“ eine kaum zu bremsende Eigendynamik entwickelten, wesentlicher Teil der Regierungsarbeit Pol Pots. In den Jahren 1977–1978 wurden „Verschwörer“ im direkten Umfeld Pol Pots und anderen Führern enttarnt und samt ihren Familien ermordet. Dies wiederum verstärkte die Verfolgungsängste Pol Pots, der fortan außer der Säuberung der Partei kaum mehr Ziele verfolgte, während die Basis der KPK aufgrund der Massenmorde immer schmaler wurde. Er lebte mit seinem Personal, viele von ihnen Angehörige der Bergvölker, in ständig wechselnden Unterkünften, scheute öffentliche Auftritte und besuchte aus Furcht vor Attentaten Parteiversammlungen nur, wenn alle Teilnehmer eine Waffenkontrolle durchliefen. Selbst vermeintliche Fehler wie einen Ausfall der Strom- oder Wasserversorgung in seiner Dienststelle stellte er in einen „verschwörerischen“ Kontext und ließ das entsprechende Aufsichtspersonal töten. Insgesamt legt die Analyse der Geständnisse aus Tuol Sleng nahe, dass drei Viertel der Opfer nicht wegen ihrer Aktivitäten, sondern aufgrund ihrer persönlichen Verbindungen in die Killing Fields verschleppt wurden.

#### Krieg mit Vietnam
Seit die Roten Khmer an der Macht waren, kam es zu bewaffneten Auseinandersetzungen mit Vietnam. Dies hing nicht nur mit dem verzögerten Abzug der Vietcong vor allem aus Kambodschas Nordosten zusammen, sondern auch mit dem Nationalismus des Regimes, der Sorge vor Autonomieverlust wegen der Dominanz Hanois in Indochina und Streitigkeiten um die Seegrenze zwischen den beiden Staaten, was durch kurz zuvor entdeckte Erdgasvorkommen in diesem Gebiet verschärft wurde. Die in einen Freundschaftsvertrag im Juli 1977 gipfelnde Annäherung zwischen Laos und Vietnam betrachtete Pol Pot mit großer Sorge. Militärische Unterstützung durch das zunehmend antivietnamesisch orientierte Peking sorgte ab Ende 1976 dafür, dass die Roten Khmer gefechtsfähiger wurden und mit Jahresbeginn 1977 vermehrt Angriffe auf Vietnam, vor allem im Südwesten, wagen konnten. Parallel dazu wies das Zentralkomitee die lokalen Parteikader an, alle ethnischen Vietnamesen, inklusive der mit Kambodschanern verheirateten, den Sicherheitskräften zu übergeben, die diese auf den Killing Fields zu töten hatten. Es flohen immer mehr Menschen vor dem Genozid in Kambodscha, so dass im Oktober 1977 60.000 Flüchtlinge in Vietnam und knapp 250.000 in Thailand Schutz suchten.
Im März 1977 wurden die im östlichen Kambodscha in der Landwirtschaft eingesetzten Soldaten abgezogen und beim Angriff auf zwei Städte in der vietnamesischen Provinz Kiên Giang eingesetzt. Ein Waffenstillstandsangebot aus Hanoi lehnte Pol Pot im Juni 1977 ab. Im August 1977 begann der Beschuss vietnamesischen Territoriums mit Artillerie; die Roten Khmer fielen wiederholt in die Provinz Tây Ninh ein, wo sie zahlreiche Zivilisten töteten oder verschleppten. Auf Druck aus Peking und möglicherweise Pjöngjang hin enttarnte Pol Pot die KPK als eigentliche Macht hinter der Frontorganisation angkar padevat in einer fünfstündigen Ansprache auf Radio Phnom Penh, die am 27. September 1977 aufgezeichnet und zum 17. Gründungsjubiläum der Partei drei Tage später gesendet wurde. Ein Schwerpunkt der Rede war die Darstellung der Parteiarbeit und ihrer zugrundeliegenden Strategien der Jahre von 1960 bis 1975 sowie der Kerngedanken Pol Pots wie Kollektivierung und Befreiung der einfachen Landbevölkerung aus Armut und vermeintlicher Unterdrückung. Am Ende ging er auf die postrevolutionäre Phase seit 1975 ein und sprach davon, dass seitdem aufgetretene Mängel reaktionären Elementen geschuldet seien, die 2 % der Bevölkerung ausmachten.
Am 28. September 1977 erreichte Pol Pot Peking, wo er von Hua Guofeng und Deng Xiaoping empfangen wurde. Die Fotografien von diesem Ereignis waren die ersten öffentlich zugänglichen Aufnahmen von Pol Pot und ermöglichten es in der Folge Experten, ihn als Saloth Sar zu identifizieren. Zu den Motiven für diese Reise und den öffentlichen Auftritt zählte zum einen, Vietnam zu signalisieren, dass China angesichts der immer größer werdenden Spannungen zwischen Hanoi und Peking fest an der Seite Kambodschas stand. Darüber hinaus wollte Pol Pot seinem Regime ein menschliches Antlitz verleihen, da im Ausland aufgrund der Menschenrechtsverletzungen und der Hungersnot in Kambodscha Vorwürfe laut wurden. Am 4. Oktober reiste er mit seiner Delegation weiter nach Nordkorea. Zu diesem Anlass sendeten die nordkoreanischen Medien als erste weltweit eine Kurzbiographie zu Pol Pot, die im Demokratischen Kampuchea niemals ausgestrahlt wurde, damit er seinem Volk gegenüber weiterhin im Verborgenen blieb. Noch während dieser Reise marschierten vietnamesische Truppen als Vergeltung für die Angriffe auf Tây Ninh in Kambodscha ein, wobei dieser militärische Konflikt der Außenwelt weiterhin verborgen blieb.
Am 25. Dezember 1977 beschloss das Zentralkomitee unter Pol Pot die diplomatischen Beziehungen zu Vietnam abzubrechen. Zu diesem Zeitpunkt befanden sich die vietnamesischen Truppen bereits bis zu 20 km innerhalb Kambodschas. Knapp zwei Wochen später zogen sich die vietnamesischen Truppen hinter die Grenze zurück, was die Propaganda in Kambodscha als historischen Sieg feierte. Kurz darauf besuchte Pol Pot die östliche Verwaltungszone, wo die Truppen Hanois am tiefsten nach Kambodscha eingedrungen waren. Er gratulierte den dortigen militärischen Führern zu ihrem Kampfesmut und ordnete, zurück in Phnom Penh, ihre Ermordung an. Anders als von Vietnam beabsichtigt, führten Invasion und Rückzug nicht zu stärkerer Verhandlungsbereitschaft der kambodschanischen Führung, sondern radikalisierten deren Kurs noch weiter. Am 17. Januar 1978 betonte Pol Pot in einer Rede, dass Kambodscha Vietnam genauso besiegen und vernichten werde wie die Vereinigten Staaten im Jahr 1975 und dies auch die feste Überzeugung der restlichen Welt sei. Bis zum Februar 1978 überfielen Rote Khmer wiederholt Orte in Vietnam, wobei sie verbrannte Erde hinterließen und Massaker an der Bevölkerung verübten. Bis zum Juni flohen eine dreiviertel Millionen Vietnamesen vor diesen Angriffen aus den Grenzgebieten.

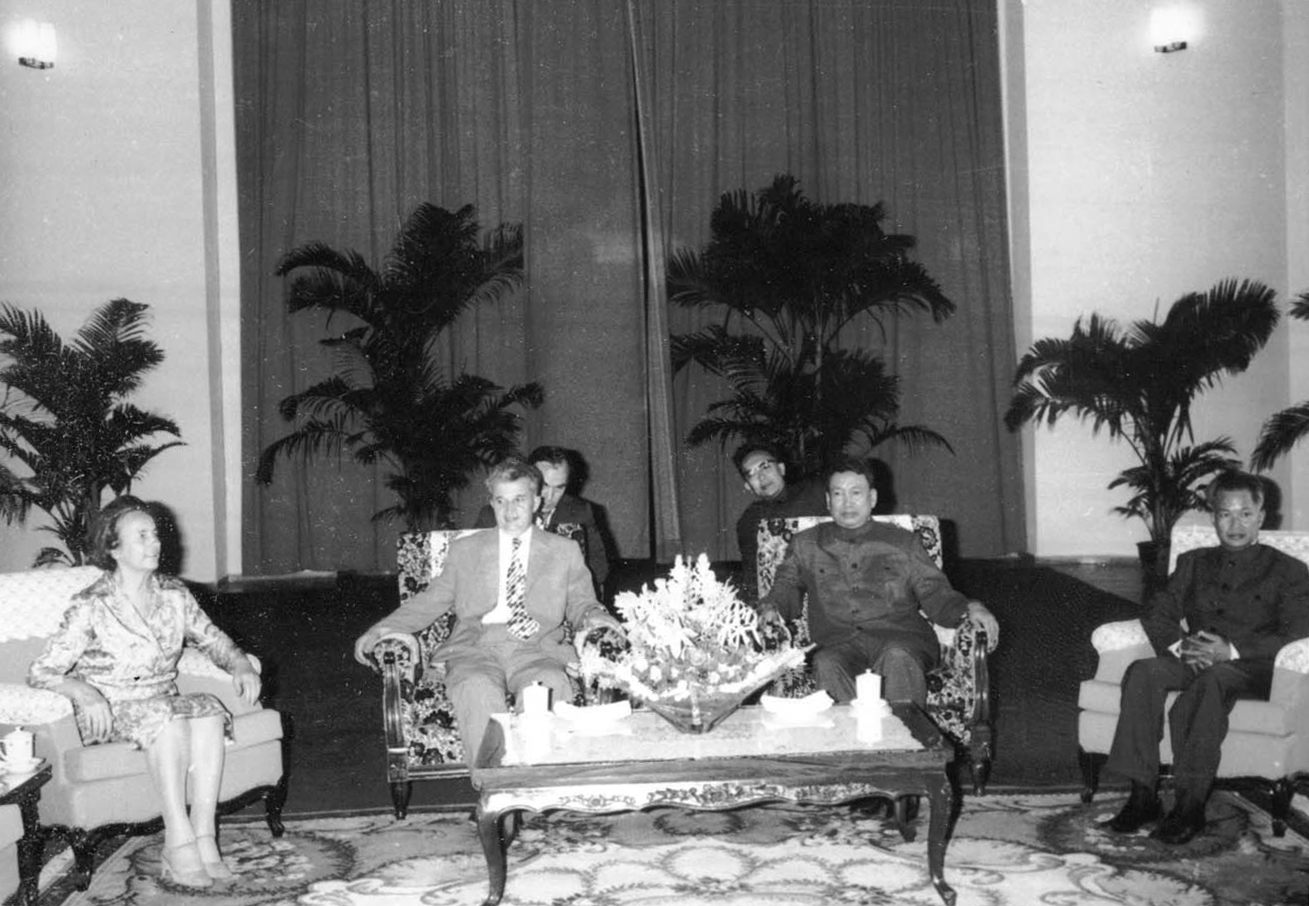
Pol Pot (zweiter von rechts) mit Elena und Nicolae Ceaușescu sowie Khieu Samphan (ganz rechts) bei einem Besuch in Rumänien, 1978

Mit Beginn der vietnamesischen Offensive ab November 1977 erlaubte Pol Pot ausgewählten Ausländern den Zutritt in das bis dahin völlig abgeschottete Land, um außenpolitisch Unterstützung gegen Hanoi zu bekommen. Offizielle Besuchsdelegationen aus Burma, Malaysia, Rumänien und Skandinavien sowie Kader prochinesischer marxistisch-leninistischer Parteien aus Australien, Belgien, Dänemark, Frankreich, Italien und Japan kamen ins Land und wurden mitunter von ihm persönlich begrüßt. Im März 1978 durften jugoslawische Pressevertreter als erste ausländische Journalisten das Demokratische Kampuchea besuchen. Das Besuchsprogramm umfasste auch ein kurzes Interview mit Pol Pot, einem von nur äußerst wenigen während seiner Herrschaft. Das Interview mit dem jugoslawischen Fernsehteam war dabei Teil einer Kurzbiographie. Seine durch die familiären Verbindungen zum Palast relativ privilegierte Herkunft und den wahren Namen verheimlichte Pol Pot.
Andere Maßnahmen Phnom Penhs angesichts der vietnamesischen Offensive waren, neben Fortsetzung der Massenmorde sowie Sammlung von „Geständnissen“ in den Killing Fields, Lockerungen gegenüber den Menschen des 17. April. In den Kommunen wurden Grundschulen, die Lesen und Schreiben sowie einfache Mathematik unterrichteten, gegründet, die Zwangsarbeiter bekamen mehr freie Zeit und die Einteilung in Menschen mit vollen Rechten, Kandidaten und Deponierte wurde im Mai 1978 aufgehoben. Zudem wurden alle Kambodschaner amnestiert, die vor Gründung des Demokratischen Kampuchea angeblich Verbindung zu ausländischen Nachrichtendiensten oder Lon Nol und Sihanouk gehabt hatten. Seit 1976 waren hunderte gut ausgebildete Kambodschaner in das Land gekommen, um sich den Roten Khmer anzuschließen. Viele von ihnen und alle aus den Vereinigten Staaten starben in den Killing Fields oder den späteren Arbeitslagern in Kampong Cham. 15 von ihnen wurden freigelassen und gründeten unter der Leitung von Thion Mumm eine technische Fakultät. Ob die Roten Khmer mit diesen Maßnahmen das Land gegen Vietnam einen wollten, oder Gegner des Regimes aus der Deckung gelockt werden sollten, bleibt unklar.
Trotz dieser Amnestien erhöhte sich in den Killing Fields, deren Todesmechanismus ein Eigenleben entwickelt hatte, die Anzahl der Opfer. In Tuol Sleng kamen in den ersten sechs Monaten des Jahres 1978 bereits mehr Menschen ums Leben als im gesamten Vorjahr. In der zweiten Jahreshälfte wurden in der östlichen und nordöstlichen Verwaltungszone massive politische Säuberungen durchgeführt, die die Parteikader, Soldaten und deren Familien betrafen, die verantwortlich für das Vorrücken der vietnamesischen Streitkräfte gemacht wurden. Führende Parteikader, die während des Jahres 1978 hingerichtet wurden, waren unter anderem Vorn Vet, Chou Chet und Muol Sambath, die seit den 1950er Jahren enge Vertraute Pots gewesen waren. So Phim entzog sich durch Selbstmord der Verschleppung in die Killing Fields, woraufhin alle 700 Bewohner seines Dorfes ermordet wurden. Pol Pots Motive für diese Exekutionen sind nicht geklärt, möglicherweise ausschlaggebend waren unterschiedliche strategische Ansichten oder die bewusste Aufrechterhaltung politischer Instabilität, um das Land mit einer immerwährenden Revolution von einer sozialistischen in eine kommunistische Gesellschaftsform zu überführen, wie es der Maoismus vorsieht.

#### Massaker in der östlichen Zone
Hunderttausende Kambodschaner starben, als die Bevölkerung aus den östlichen Verwaltungszonen, die in Marschrichtung der vietnamesischen Streitkräfte lagen, verschleppt wurde und es zum Massaker in der östlichen Zone kam. Wie die staatlichen Importlisten Mitte 1978 beweisen, beschloss das Regime zu dieser Zeit knapp 250 t blauen Stoff einzuführen. Die daraus produzierten blauen Kramas wurden an die aus dem Osten deportierten, ahnungslosen Kambodschaner verteilt, um sie als Todeskandidaten zu kennzeichnen. Für die Farbe Blau entschied sich Pol Pot möglicherweise aufgrund seiner Kindheit im Königspalast, wo es blau uniformierte Putzkolonnen aus Häftlingen gegeben hatte, oder wegen seines Brigadeeinsatzes in der Sozialistischen Republik Kroatien. Dort waren zur Zeit der deutschen Besatzung die Serben gezwungen worden, blaue Armbänder zu tragen. An ihren Bestimmungsorten wurden die derart gekennzeichneten Kambodschaner dann schrittweise getötet. Sie waren vom Status her als „Khmer mit vietnamesischen Geist“ den neuen Menschen untergeordnet. Schätzungen über die Opferzahl in den östlichen Verwaltungszonen, die 1,8 Mio. Einwohner hatten, reichen von 100.000 bis 400.000. Kiernan hält eine Opferzahl von 250.000 für die wahrscheinlichste.

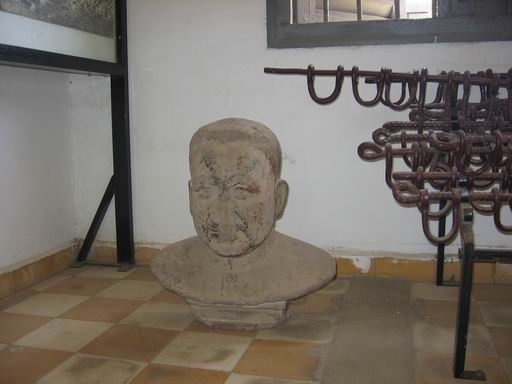
Büste Pol Pots im Tuol-Sleng-Genozid-Museum (2019 nicht mehr vorhanden)

Für die zweite Hälfte des Jahres 1978 gibt es Hinweise darauf, dass es Pol Pot entgegen der bis dahin gezeigten Schweigsamkeit und Verborgenheit in der Öffentlichkeit um die Einführung eines Personenkults ging, der im Vergleich zu dem um Mao oder Kim Il-sung abgeschwächt war. Dies war dem sozialen Druck einiger seiner Anhänger und Weggefährten geschuldet, die von seiner Politik profitiert hatten. So wurden bis Mitte des Jahres 1978 in allen kommunalen Speisehallen großformatige Fotografien Pol Pots aufgehängt, und in Dokumenten, die vorher stets die Führung der Partei insgesamt gepriesen hatten, war es jetzt Pol Pot, dessen hellsichtige Regierung gelobt wurde. Nach dem Sturz der Roten Khmer wurden zudem in Tuol Sleng mehrere Ölgemälde und Gussformen für Büsten von Pot gefunden. Ein Ziel für diese Maßnahmen könnte gewesen sein, mit einer personalisierteren Führung das Land im Kampf gegen Vietnam zu einen, wie es unter ähnlichen Bedrohungslagen in Nordkorea und China geschehen war. Trotzdem blieb Pot gemeinsam mit Nuon Chea der verborgenste kambodschanische Führer seit dem Zweiten Weltkrieg.
Im September 1978 berief Pot einen einwöchigen Parteikongress ein, an dem 60 Kader teilnahmen. Er hielt eine Rede zum Jahrestag der Gründung der KPK, die später in der Parteizeitung Tung Padevat veröffentlicht wurde und somit als eine von wenigen Reden überliefert ist. In dieser Rede stellte er einen neuen Vierjahresplan vor, der das Land zum Sieg gegen Vietnam führen sollte. Pot forderte die Schaffung von Modell-Kooperativen nach dem Vorbild des chinesischen Dazhai und formulierte das Ziel, dass bis 1980 ein Drittel aller Genossenschaften selbstversorgend sein solle. Ferner führte er aus, dass sich die Lebensgrundlage für 90 % der Bevölkerung verbessert hätte und dass mehrere Industriezweige entstanden seien. Von diesen hatten allerdings etliche bereits unter der Herrschaft Sihanouks bestanden und waren lediglich mit Unterstützung aus Nordkorea und China saniert worden. Die Niederlage Vietnams stellte er als unausweichlich dar und konstatierte, Hanoi habe nichts aus der Geschichte und den Niederlagen von Napoleon, Hitler und amerikanischen Imperialisten gelernt.
Am 22. Dezember 1978 – unmittelbar vor dem Einmarsch vietnamesischer Truppen und dem darauf folgenden Zusammenbruch des Regimes – traf Pol Pot mit Elizabeth Becker und Richard Dudman aus den Vereinigten Staaten zusammen. Sie waren die ersten Journalisten aus einem nichtsozialistischen Land, die das Demokratische Kampuchea besuchen durften. Sie wurden dabei vom britischen Gelehrten Malcolm Caldwell begleitet, der ein Anhänger der Roten Khmer war und mehrere Schriften zur Verteidigung ihres Regimes verfasst hatte. Die Fragen, die unter anderem die Menschenrechtsverletzungen, das Schicksal von Sihanouk oder die Identität der Regierungsmitglieder betrafen, waren im Vorwege übermittelt worden. Pol Pot ging in dem Gespräch nicht auf sie ein, sondern hielt einen mehrstündigen Monolog. Erst danach konnten Becker und Dudman einige Fragen stellen, die zumeist ignoriert wurden. Becker meinte später, anstelle eines Interviews habe sie eine Vorlesung erhalten. Inhaltlich stellte Pol Pot in erster Linie die Bedrohung Kambodschas durch die vietnamesische Aggression dar. Möglicherweise in der Hoffnung, ähnlich wie der prochinesische und moskaukritische Nicolae Ceaușescu in Washington auf Sympathien zu stoßen, behauptete er, der Warschauer Pakt hätte sich gegen Kambodscha gestellt, deshalb regte Pot ein Eingreifen der NATO an. Ihr Begleiter Caldwell wurde wenige Stunden nach seinem Gespräch mit Pol Pot, in dem es um Agrar- und sozialistische Wirtschaftspolitik gegangen war, im Gästehaus der Regierung unter ungeklärten Umständen erschossen. Drei vermummte Personen stürmten das Gästehaus. Auf Dudman wurde auch geschossen, die Kugeln verfehlten aber ihr Ziel. Becker wurde mit einer Waffe bedroht. Einer der Angreifer beging nach Angaben von Thiounn Prasith unmittelbar nach der Tat Selbstmord. Thiounn Prasith hatte die Gruppe als Repräsentant des Außenministeriums durch das Land begleitet, war aber über Nacht nach Hause gegangen. Ein weiterer Angreifer wurde verhaftet, ein dritter Angreifer konnte entkommen. Bis zum Eintreffen von Sicherheitsbeamten versteckten sich die beiden Journalisten im Haus. Eine Verantwortung von Pot für diesen Mord ist laut seinem Biographen Chandler eher unwahrscheinlich.

### Sturz und Untergrund
Am 25. Dezember 1978 startete Vietnam mit 14 Divisionen und der Unterstützung von 15.000 vor den Roten Khmern geflohenen Kambodschanern, unter ihnen der spätere Ministerpräsident Hun Sen, eine Großoffensive in Kambodscha. Die waffentechnisch unterlegenen kambodschanischen Truppen wurden trotz couragierter Gegenwehr schnell ausmanövriert. Noch am 29. Dezember 1978 gab Pot einer marxistisch-leninistischen Delegation aus Kanada ein dreistündiges Interview und sprach dabei von der bevorstehenden Niederlage Vietnams, das durch den Warschauer Pakt unterstützt werde. Am 5. Januar traf er sich nach Veröffentlichung einer aufwühlenden Stellungnahme gegen Vietnam und den sowjetischen Expansionismus nachmittags mit Sihanouk, der drei Tage zuvor einem Entführungsversuch durch ein vietnamesisches Spezialkommando knapp entkommen war. Pot überzeugte den Monarchen davon, am nächsten Tag mit einem chinesischen Flugzeug das Land zu verlassen und sich bei den Vereinten Nationen für das Regime der Roten Khmer einzusetzen. Auf einer großen Landkarte stellte er Sihanouk dar, wie die Truppen Vietnams in den nächsten zwei Monaten zu vernichten seien. Am folgenden Nachmittag verließ Sihanouk mit dem letzten abgehenden Flug vor der Einnahme Phnom Penhs das Land. Nur wenige Stunden vor dem Einrücken der vietnamesischen Truppen in die Hauptstadt, gegen 9 Uhr am 7. Januar 1979, transportierten zwei Helikopter Pot und seine engsten Vertrauten in das Exil nach Thailand. Die Reste der kambodschanischen Armee, um die 30.000 Mann, flohen mit ungefähr 100.000 Landbewohnern und Wehrpflichtigen nach Nordwesten in das bewaldete Grenzgebiet zu Thailand, wobei Tausende an Mangelernährung und in Gefechten starben. Dieser Fluchtbewegung schlossen sich viele Parteikader an, während diejenigen, die in ihren Dörfern verblieben, oft von den Bewohnern umgebracht wurden.
Nach der Eroberung von Phnom Penh am 7. Januar 1979 veranlasste Hanoi die Ausrufung der Volksrepublik Kampuchea mit pro-vietnamesischer Regierung unter Führung von Heng Samrin, einem Rote-Khmer-Abtrünnigen, und anderen Kambodschanern, die nach Vietnam geflohen waren. Dieser Satellitenstaat wurde international auf Drängen von China und den Vereinigten Staaten isoliert und außer durch Vietnam nur von der Sowjetunion und ihren Verbündeten sowie Indien unterstützt. Mit Hilfe ihrer Verbündeten, wie zum Beispiel den ASEAN-Staaten, erreichten Peking und Washington, dass bei den Vereinten Nationen weiterhin Vertreter des geflohenen Pol-Pot-Regimes Kambodscha repräsentierten, was ein historisch einmaliger Vorgang ist. Dadurch war die bettelarme Volksrepublik Kampuchea von Entwicklungshilfe durch die Weltgemeinschaft abgeschnitten. Thailand, das nach der Einnahme Phnom Penhs selbst eine vietnamesische Invasion fürchtete, verständigte sich im Januar 1979 mit China darauf, die Roten Khmer aufzunehmen, wenn Peking im Gegenzug die Unterstützung der Guerilla der Kommunistischen Partei Thailands beendete.
Über den weiteren Verbleib Pol Pots im Jahr 1979 ist wenig bekannt. Erst gegen Jahresende tauchte er wieder auf und wurde in einem befestigten Lager im Osten Thailands fotografiert. Dieses Camp, das mehrfach verlegt wurde, wurde später als Office 87 bekannt, was auf die frühere Tarnbezeichnung 870 für das Zentralkomitee der kambodschanischen Kommunisten anspielt. Dort gab er im Dezember 1979 Journalisten aus Japan, Schweden und den Vereinigten Staaten mehrere Interviews, was bis 1997 sein letzter Kontakt mit der Presse war. Hier offenbarte er erstmals seine wahre Identität als Saloth Sar und beschuldigte Vietnam, verantwortlich für die Millionen Toten zu sein, die es während seiner Herrschaft gegeben hatte. Lediglich ein Gespräch mit einem seiner Anhänger im Januar 1981 ist überliefert und erlangte Bekanntheit, weil er darin auf den Autogenozid einging und in Vietnam geschulte Kader dafür verantwortlich machte, die ihn nicht über die katastrophalen Zustände informiert hätten. Kurz nach den Interviews vom Dezember 1979 gab er seinen Rücktritt als Premierminister des Demokratischen Kampuchea bekannt und ernannte Khieu Samphan zu seinem Nachfolger. Wahrscheinlich erfolgte dieser Schritt, weil Pol Pot eine zu große Belastung für die Öffentlichkeitsarbeit der Exilregierung geworden war.
Bis Ende 1979 hatten sich mehr als 100.000 Rote Khmer, davon etwa die Hälfte Kampftruppen und Unterstützungskräfte, nach Thailand abgesetzt, wo sie zum Teil in provisorischen Flüchtlingslagern mit Kambodschanern zusammenlebten, die zuvor vor ihrem Regime geflohen waren. Bis Mitte 1980 organisierten sie eigene, streng disziplinierte Lager, während 300.000 kambodschanische Flüchtlinge Thailand verließen und in anderen Ländern Asyl suchten. Pol Pot, der die Reste seiner Armee und ungefähr 100.000 weitere Anhänger kommandierte, wurde im Exil nicht nur von Thailand, sondern auch von China und den Vereinigten Staaten unterstützt, weil sie seine Feindschaft gegenüber Vietnam teilten. Da diese Schutzmächte zum Teil mächtige Nationen waren, er zum Überleben auf ihre Unterstützung angewiesen war und sie sein Hauptziel der Vertreibung Vietnams aus Kambodscha teilten, sah Pol Pot darüber hinweg, dass er mit dieser Abhängigkeit eines seiner vier Grundprinzipien, die Autarkie, verletzte.

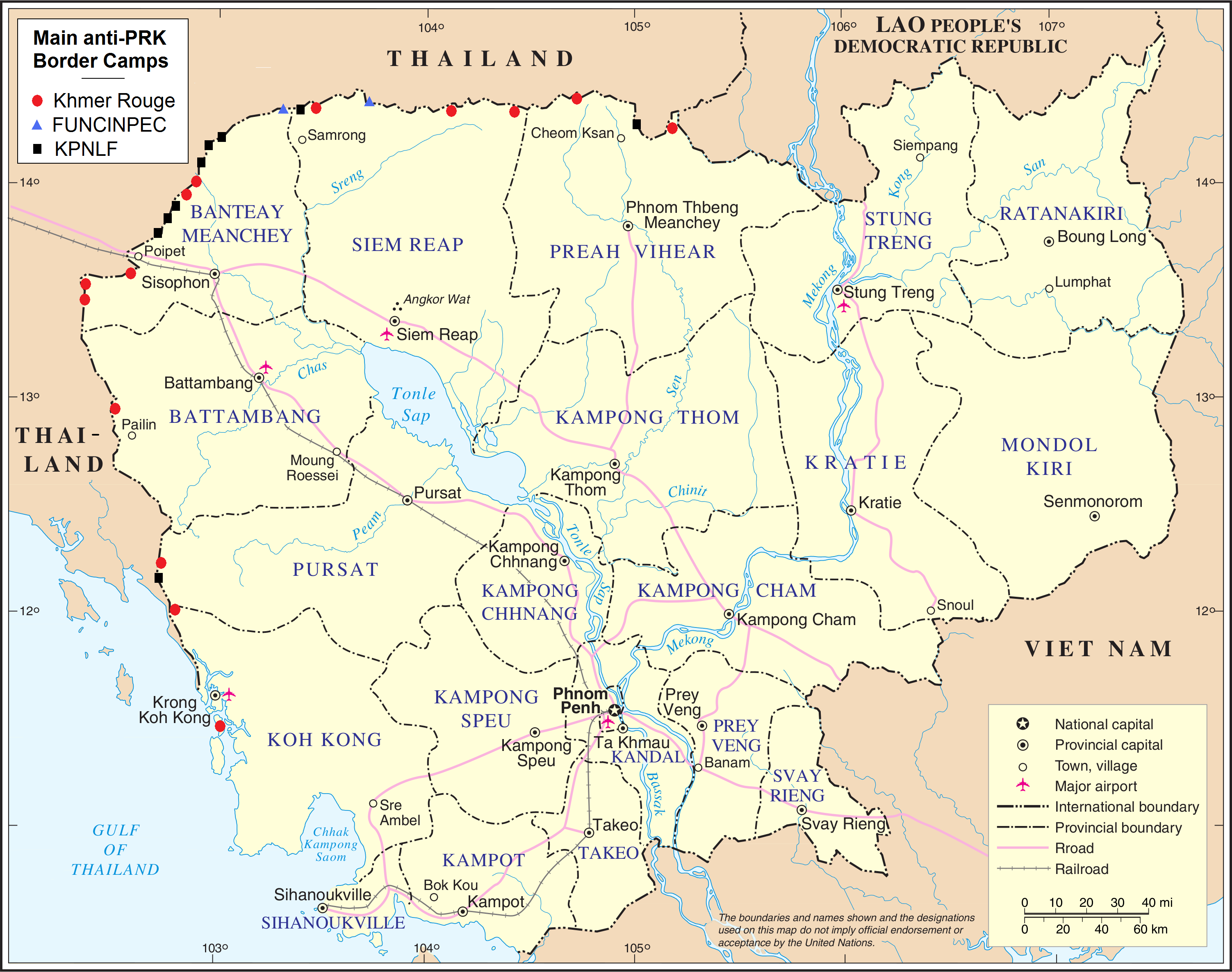
Camps der Roten Khmer, FUNCINPEC und KPNLF an der thailändischen Grenzen 1979–84

Im Jahr 1981 führte die weltweite Abscheu gegen Pol Pot und die Ablehnung der vietnamesischen Besatzung durch viele kambodschanische Flüchtlinge dazu, dass die Vereinigten Staaten und ihre Verbündeten darauf drängten, eine nichtkommunistische Koalitionsregierung im Exil zu bilden und keine Roten Khmer mehr als Repräsentanten zur UN zu entsenden. Das Zentralkomitee reagierte darauf mit der Auflösung der KPK, wobei jedoch die meisten der Führungsmitglieder eine Nachfolgepartei mit Namen Partei des Demokratischen Kampuchea (Khmer: គណបក្សកម្ពុជាប្រជាធិបតេយ្យ Englisch: Party of Democratic Kampuchea) gründeten, welche auf Strukturen der alten Partei aufbaute. Mitte 1982 kam es schließlich zur Bildung einer Regierungskoalition (Koalitionsregierung des Demokratischen Kampuchea), die von den Kommunisten dominiert wurde. Die beiden anderen Fraktionen wurden von Sihanouk, der im Jahr zuvor die FUNCINPEC gegründet hatte, und Son Sann geleitet. Sann war Ende der 1960er Jahre Premierminister von Kambodscha gewesen und hatte im Jahr 1979 im Kampf gegen Phnom Penh die antikommunistische Nationale Befreiungsfront des Khmer-Volkes (KPNLF) ins Leben gerufen. Premierminister Khieu Samphan fungierte gemeinsam mit Son Sen im Ausland als Sprecher des Demokratischen Kampuchea.
Von Thailand aus wurde der Guerillakrieg gegen die Vietnamesen und die Volksrepublik Kampuchea vor allem während der Regenzeit und der damit verbundenen eingeschränkten Beweglichkeit schwerer Waffen fortgesetzt, wobei die Roten Khmer die kampfstärkste Miliz bildeten. Eingenommenes Territorium konnte nie lange gehalten werden und die Truppen der Koalitionsregierung wurden stets von der vietnamesischen Volksarmee und den Streitkräften Kambodschas wieder hinter die Grenze nach Thailand zurückgeworfen. Eine Ausnahme bildete die grenznahe Bergregion Phnom Malai in der kambodschanischen Provinz Banteay Meanchey, die länger gehalten werden konnte und in die Pol Pot zeitweise sein Hauptquartier verlegte. Die Nachwuchsgewinnung erfolgte in den Flüchtlingslagern in Thailand, die von der Exilregierung kontrolliert und vom Hohen Flüchtlingskommissar der Vereinten Nationen finanziert wurden.
Aus der Zeit von 1981 bis Ende 1986 sind keine Reden oder Schriften Pol Pots bekannt, sondern es existieren lediglich zwei Fotografien von ihm. Bis auf einen Krankenhausaufenthalt in China im Jahr 1985 hielt er sich laut Chandler die ganze Zeit in geschützten Lagern im Grenzgebiet von Kambodscha und Thailand auf. Der Politikwissenschaftler Kelvin Rowley andererseits gibt an, dass sich das Office 87 in Bo Rai befand und Pol Pot wiederholt nach Bangkok und Peking reiste, sowohl um seinen sich verschlechternden Gesundheitszustand behandeln zu lassen, als auch um politische Gespräche zu führen. Bis zum Jahr 1985 war er der oberste Befehlshaber der Milizen des Demokratischen Kampuchea. Im August des Jahres 1985 wurde bekanntgegeben, dass er sich von diesem Dienstposten zurückziehen und zum Leiter eines Höheren Institutes für Nationale Verteidigung ernannt werden würde, über dessen Funktion nichts bekannt ist. Im Jahr 1989 trat Pol Pot von diesem Amt zurück und fungierte wahrscheinlich bis 1997 als Parteisekretär der Kommunisten. Zum Guerillakrieg der Roten Khmer und ihrer Verbündeten gehörte während dieser Zeit das großflächige Verlegen von Antipersonenminen, denen noch in den 1990er Jahren Tausende zum Opfer fielen, darunter sehr viele Zivilisten. Khieu Ponnary, bei der im Jahr 1970 wahrscheinlich eine paranoide Schizophrenie ausgebrochen war und laut Nuon Chea seit 1974 erneut unter starken Symptomen für eine psychische Störung wie zum Beispiel Aphonie litt, war seit einem Auftritt auf einer Parteiveranstaltung im Jahr 1978 nicht mehr in der Öffentlichkeit aufgetreten und galt als geisteskrank. Zu Beginn der 1980er Jahre wurde sie, wahrscheinlich aufgrund eines schweren Nervenzusammenbruchs, für längere Zeit in einem Krankenhaus in Peking behandelt. Im Jahr 1985 erhielt Pol Pot von Khieu Ponnary die Erlaubnis, Mea Son, auch bekannt als Muon, zu heiraten. Im Jahr darauf gebar Pol Pots zweite Ehefrau sein erstes Kind, eine Tochter, die Sith genannt wurde.
Im Jahr 1988 lichtete sich etwas die Dunkelheit, die Pol Pot verbarg, als die Botschaft der Vereinigten Staaten in Bangkok an ein Dokument aus einem der Lager des Demokratischen Kampuchea gelangte. Es datiert auf den Dezember 1986 und stammt von einem anonymen Verfasser, wobei Stil und Duktus stark für Pol Pot als Autor sprechen. Wahrscheinlich als Grundsatzrede für eine Arbeitssitzung der Parteikader entworfen, wird auf 39 Seiten die Geschichte des Demokratischen Kampuchea skizziert, ohne ein einziges Mal die Kommunistische Partei zu erwähnen. Neben der Rechtfertigung für nicht näher spezifizierte Fehler, die jedoch von den Leistungen klar übertroffen würden, sind vor allem die zahlreichen Attacken auf Vertreter anderer Ansichten aufschlussreich. Damit sind sowohl Staaten gemeint, die das Pol-Pot-Regime wegen Menschenrechtsverletzungen kritisiert hatten, als auch die nichtkommunistischen Koalitionspartner in der Regierung, die immer mehr Unterstützung von Kambodschanern aus dem Ausland und den thailändischen Flüchtlingslagern erfuhren. Den Fraktionen von Sihanouk und Son Sann aufs tiefste misstrauend, ruft Pol Pot in dieser Schrift dazu auf, wieder so viel ideologische Kraft zu entwickeln, um Vietnam und die nichtkommunistischen Koalitionspartner besiegen zu können. Die politische Parole „Nation, Demokratie und Lebensgrundlage“ soll dabei alle gesellschaftlichen Schichten ansprechen, war aber sicher keine Abkehr von der steinzeitkommunistischen Ideologie, sondern lediglich Mittel zum Zweck der Rückkehr an die Macht. Weiter führt Pol Pot im Dokument aus, dass neben der kurzlebigen Pariser Kommune das Demokratische Kampuchea seit über 2.000 Jahren der erste Staat gewesen sei, in dem „einfache Menschen“, wie er einer sei, die Regierungsgewalt ausgeübt hätten. Auf die historische Unerfahrenheit der einfachen Menschen mit Verwaltungsangelegenheiten führt er Fehler wie das mitunter „etwas exzessive“ Verhalten zurück. Global betrachtet Pol Pot das Demokratische Kampuchea als besten Staat der Welt und vergleicht ihn skizzenhaft mit der Sowjetunion, China, Vietnam, Vereinigten Staaten, Vereinigtem Königreich, Frankreich und Australien, die allesamt unter Mangel litten. In dieser Rhetorik den Reden von Sihanouk aus den 1960er Jahren folgend, betont er, dass Kambodscha niemals andere Nationen angegriffen und usurpiert habe und in diesem Sinne unschuldiger sei als andere Länder. Am Ende der Schrift spricht sich Pol Pot gegen jeden Personenkult aus und führt als negative Beispiele Napoleon sowie vier Kambodschaner an, die im 19. Jahrhundert erfolglos gegen die französische Kolonialherrschaft gekämpft hatten. Im Vergleich dazu hebt er erneut die vorgebliche historische Einmaligkeit und Größe des Demokratischen Kampuchea hervor. An keiner Stelle in dieser Rede verwendet Pol Pot die Ich-Form und erwähnt die eigene Person nur beiläufig, was typisch für seine Methode war, die eigene Rolle zu verschleiern und Terror mit beschönigenden Worten zu umschreiben.

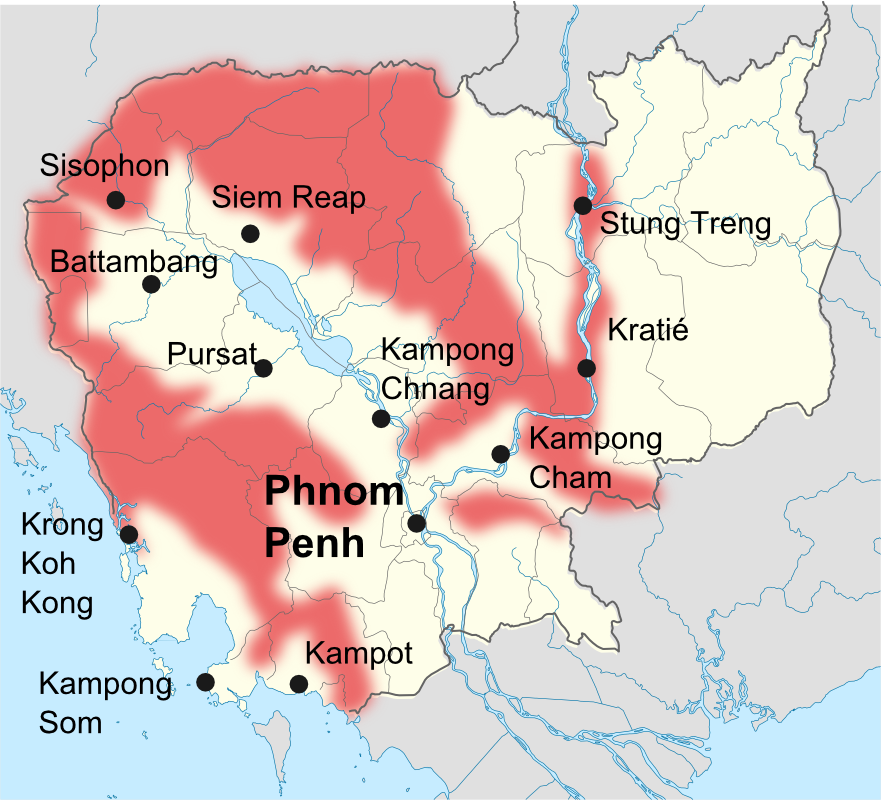
Guerillaoperationen der Roten Khmer in Kambodscha 1989/90 (Quelle: Christophe Peschoux: Les «nouveaux» Khmers rouges: enquête, 1979–1990: reconstruction du mouvement et reconquête des villages. Éditions L’Harmattan, 1992)

Der durch Perestroika und Glasnost ausgelöste politische Wandel in der Sowjetunion unter Führung von Michail Gorbatschow sowie die Abkehr von der Breschnew-Doktrin führten dazu, dass Kambodscha und Vietnam immer weniger Militärhilfen aus dem Warschauer Pakt erhielten. Zudem orientierte sich Vietnam zunehmend an der Reform- und Öffnungspolitik von Peking und war bestrebt, seinen Verteidigungsetat zu senken. Daher zog Hanoi seine Besatzungstruppen aus Kambodscha bis zum September 1989 nach und nach komplett ab. Die Regierung in Phnom Penh begann mit Liberalisierungen, so wurden unter anderem Restriktionen in der Religionsausübung aufgehoben und der Immobilienmarkt privatisiert, was ihre Popularität in der Bevölkerung erhöhte. Wahrscheinlich als Reaktion auf diese Maßnahmen verkündete das Demokratische Kampuchea die endgültige Zurruhesetzung Pol Pots. Den Rückzug der vietnamesischen Streitkräfte nutzten die Koalitionstruppen um die Roten Khmer aus, um ein beträchtliches Territorium von Kambodscha einzunehmen und sich so eine volkswirtschaftliche Basis zu schaffen. Im Jahr 1990 eroberten sie Pailin und die umliegenden Edelsteinvorkommen. Durch den Verkauf von Saphiren, Rubinen, Holz und Grundstücken vor allem nach Thailand konnten beträchtliche Einnahmen erzielt werden, die im Jahr 1992 100 Mio. US-Dollar überschritten. Im Verlauf der 1980er Jahre übten vor allem Indonesien, Australien und Frankreich zunehmend Druck auf die Vereinigten Staaten, China und Thailand als Schutzmächte der Roten Khmer aus, die Blockade Kambodschas endlich zu beenden. Ein weiterer Faktor, der die Koalitionsregierung dazu bewegte, eine Verständigung mit Phnom Penh anzustreben, war die zunehmende Popularität von Ministerpräsident Hun Sen.
Nachdem das Demokratische Kampuchea lange eine politische Lösung verzögert hatte, um mehr Gebiete unter Kontrolle zu bringen, und Phnom Penh auf Anraten Hanois abwartete, brachten der Zerfall der Sowjetunion und der Zusammenbruch des Staatssozialismus in Osteuropa eine geopolitische Änderung mit sich. Die Regierungen von China und Vietnam, die die kommunistische Gesellschaftsordnung aufrechterhalten wollten, strebten eine Einigung an, um den Stellvertreterkrieg um Kambodscha zu beenden. Seit dem Jahr 1987 hatte es bereits Friedenskonferenzen in Thailand, Frankreich und Indonesien gegeben, die weniger den Charakter von Verhandlungen zwischen der Koalitionsregierung und der Volksrepublik Kampuchea gehabt hatten als den von Vierparteiengesprächen, welche durch Rote Khmer, die Fraktionen von Sihanouk und Son Sann und Phnom Penh gebildet wurden. Durch den zunehmenden Druck aus Peking und Hanoi sahen sich Rote Khmer und Sihanouk bald genötigt, ihre erfolgversprechenden Kriegshandlungen einzustellen, während der Staat Kambodscha, wie er sich seit Abzug Vietnams nannte, auf die weitere Dämonisierung des Pol-Pot-Regimes verzichtete und einen Teil der nationalen Souveränität an die UN übertrug. Bei entscheidenden Verhandlungen im Juni 1991 in Pattaya war Pol Pot wahrscheinlich persönlich zugegen. Nachdem die ständigen Mitglieder des Sicherheitsrats der Vereinten Nationen ihre Unterstützung zugesagt hatten, wurde der Supreme National Council for Cambodia gebildet, in dem alle vier Fraktionen vertreten waren. Im Oktober 1991 kam es schließlich zur Unterzeichnung der Pariser Friedensverträge. Laut Berichten von Überläufern soll Pol Pot während dieser turbulenten Phase vorsichtig optimistisch und gelassen gewesen sein.
Das Verhalten der Roten Khmer, die weiterhin von Pol Pot, Nuon Chea und Ta Mok geführt wurden, blieb während der folgenden Übergangsverwaltung der Vereinten Nationen in Kambodscha (UNTAC) inkonsistent. Wahrscheinlich lag dies daran, dass die Führung nicht gewohnt war, in aller Öffentlichkeit zu agieren. Im Mai 1992 wurde Son Sen aus dem Zentralkomitee entfernt und mit einem Kontaktverbot zu UNTAC-Angehörigen belegt, wahrscheinlich weil Pol Pot im Friedensprozess der Übergangsverwaltung eine List zu erkennen glaubte, die die Zerschlagung der Roten Khmer zum Ziel hatte. Im gleichen Monat untersagten die Roten Khmer den Inspektoren der Vereinten Nationen, ihr Territorium zu betreten, womit sie ihre Entwaffnung verhinderten. Während der UNTAC-Übergangsverwaltung überfielen sie mehrfach in Kambodscha lebende Vietnamesen, wobei es über 100 Tote gab, und boykottierten am 23. Mai 1993 die Wahlen zur verfassungsgebenden Versammlung, ohne die Bevölkerung in ihrem Sinne mobilisieren zu können. Andererseits unternahmen die Roten Khmer wenig gegen die Präsenz der UNTAC oder die Wahlen zur Nationalversammlung im Juli 1993.
Über Pol Pot persönlich gibt es im Zeitraum der späten 1980er bis frühen 1990er Jahre wenig gesicherte Erkenntnisse. Als einziges Dokument neben den Berichten von Überläufern existiert eine Fotografie von ihm im Kreise seiner Familie, die durch Zufall im Jahr 1989 in Peking aufgefunden wurde. Pol Pot lebte im Office 87, das bis zur Unterzeichnung der Pariser Friedensverträge nahe Trat in Thailand stand und danach nach Anlong Veng in Kambodscha verlegt wurde. Der Zugang zum Camp wurde durch thailändische Streitkräfte kontrolliert, während im Lager eine Leibwache von über hundert kambodschanischen Soldaten für seine Sicherheit zuständig war. Pol Pot, der nun zumeist „Großvater 87“ genannt wurde, unterrichtete weiterhin regelmäßig Kommandeure der Roten Khmer. Inhalt seiner Lehre war die Rückkehr zur Macht für das Demokratische Kampuchea. Bis zum Jahr 1988 setzte er dabei den Schwerpunkt auf die Kriegsführung und danach verstärkt auf politischen Wahlkampf. Das von ihm vermittelte Weltbild war einfacher als früher, rein dualistisch und thematisierte den Kampf Gut gegen Böse, wobei es an das Mahabharata und andere Epen aus Hinduismus und Buddhismus erinnerte. Frühere prägende Ideen, wie die Lehren von Marx, Lenin oder Mao, und Konzepte wie Staatssozialismus, Revolution oder Partei fanden keine Erwähnung mehr. Ziel dieser mehrwöchigen Schulungen, bei denen auch Son Sen, Ta Mok, Khieu Samphan und Nuon Chea unterrichteten, war, über die Schüler als Multiplikatoren ihre Lehre in der Fläche zu verbreiten. Teilnehmer an diesen Veranstaltungen, die später als Zeugen aussagten, berichteten übereinstimmend von der charismatischen Überzeugungskraft, die Pol Pot als Lehrer entfaltete.
Nachdem die Roten Khmer durch den Abschluss der Pariser Friedensverträge die Patronage durch China und die Vereinigten Staaten verloren hatten, dauerte es einige Jahre, bis sich das in ihrer Schwächung niederschlug. Die kambodschanische Koalitionsregierung aus royalistischer FUNCINPEC und Kambodschanischer Volkspartei führte in den Jahren 1993–1994 Gespräche zur Aussöhnung mit den Roten Khmer, die ohne Erfolg blieben. Daher erklärte Phnom Penh schließlich die Roten Khmer für illegal und nahm die Kampfhandlungen gegen sie wieder auf. Pol Pot, der ihre Macht schwinden sah, kehrte zu den Methoden der Schreckensherrschaft aus den 1970er Jahren zurück. In offiziellen Verlautbarungen der Parteiführung wurde das Regime von 1975–1979 nicht mehr als soziales Experiment dargestellt, sondern als ein notwendiger Abwehrkampf gegen eine Annexion durch Vietnam. In einem Dokument der Roten Khmer aus dem Jahr 1994, das ihre schlechte Lage analysiert, werden, ähnlich wie in den letzten beiden Jahren des Pol-Pot-Regimes, für die Misere auswärtige „feindliche Elemente“ verantwortlich gemacht, die den größten Teil der Bewegung infiltriert hätten. Pol Pot propagierte erneut den Bauern als idealen Menschen, verhängte drakonische Strafen für den Handel mit anderen Provinzen und unterdrückte den Buddhismus, der sich in seinem Herrschaftsgebiet wieder geregt hatte. Außerdem kam es wieder zu drastischen Kollektivierungsmaßnahmen, Überfällen auf Vietnamesen und im Jahr 1995 wurden drei Touristen entführt und ermordet. Die Auswirkungen dieser neuen Politik waren für die Roten Khmer katastrophal, denn die Aussicht auf eine wahrscheinlich mit Armut verbundene Rückkehr zum Sozialismus sowie einen endlosen Krieg vertrieb ihre Anhänger zu Tausenden.

### Entmachtung und Tod

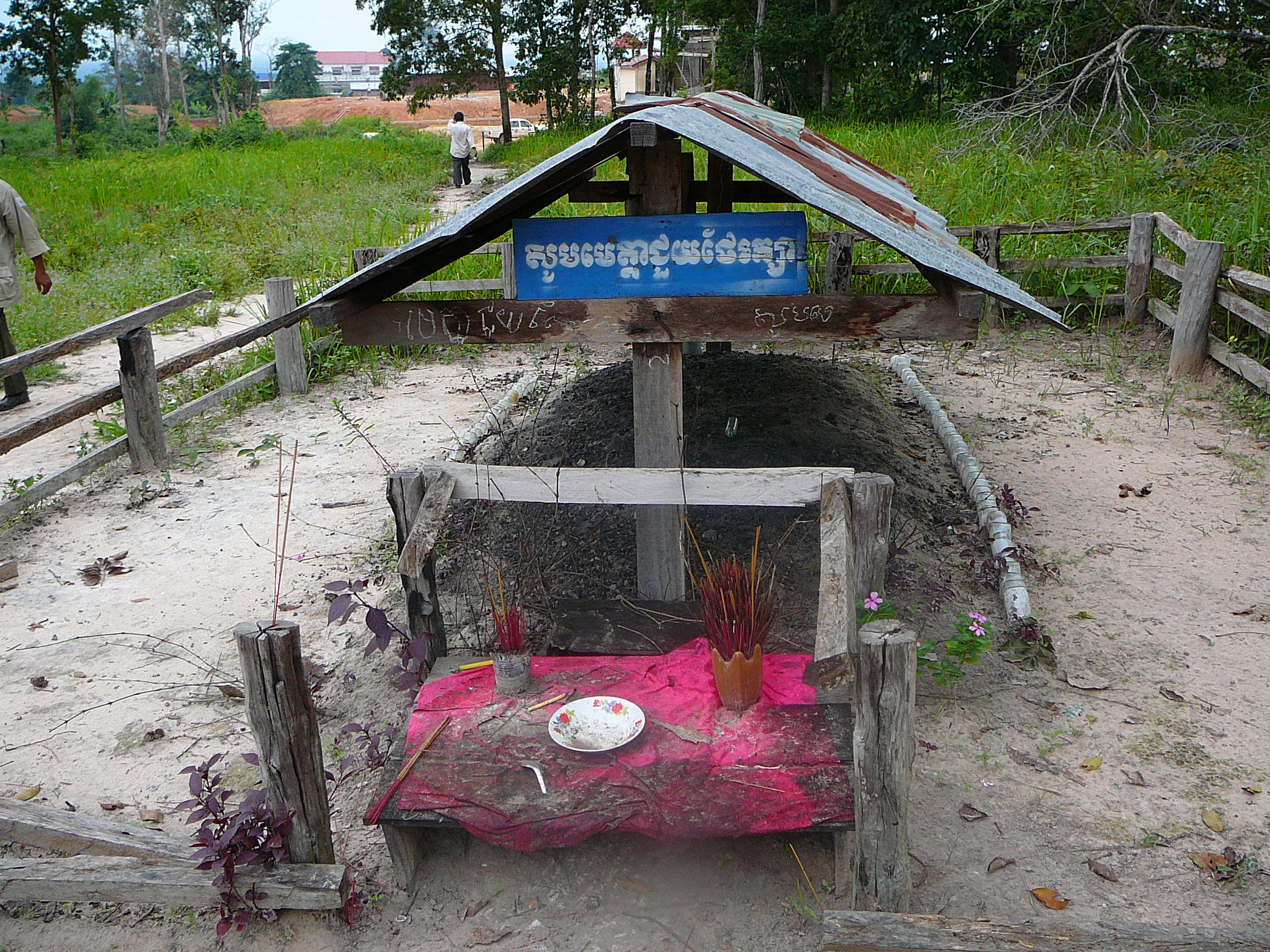
Grab von Pol Pot nahe Anlong Veng

Gegen Ende des Jahres 1995 erlitt Pol Pot wahrscheinlich einen Schlaganfall, der eine dauerhafte halbseitige Lähmung zur Folge hatte. Inzwischen war Ta Mok der oberste Befehlshaber der Roten Khmer geworden, während Pol Pot noch bei wichtigen Entscheidungen konsultiert wurde. In Phnom Penh entbrannte ein Machtkampf zwischen Hun Sen und Norodom Ranariddh, bei dem beide Seiten um Unterstützung durch Überläufer von den Roten Khmer warben. Im Gegenzug für eine Begnadigung durch den kambodschanischen König – das Land war seit September 1993 eine konstitutionelle Monarchie – verließ Ieng Sary im August 1996 die Roten Khmer und begab sich in das Lager von Hun Sen. Truppen, die von Anlong Ven ausgesandt wurden, um gegen ihn zu kämpfen, desertierten wie viele weitere tausend in den nächsten beiden Monaten. Zugleich verloren die Roten Khmer zwei ihrer drei wichtigsten Besatzungszonen. Angesichts dieser Entwicklungen ließ Pol Pot Ta Mok, Nuon Chea und Son Sen unter Hausarrest stellen, beschuldigte sie der Konspiration mit Vietnam und versuchte eine neue Bewegung zu formen. Wichtigster Helfer hierbei war der Militärkader Saroeun. Dieser ermordete wahrscheinlich auf Order Pol Pots im Februar 1997 mehrere Mitglieder einer Gesandtschaft der FUNCINPEC, die die Möglichkeit einer Koalition mit den Roten Khmer ausloten wollten, und mehr als 20 Kader in Anlong Veng. Am 9. Juni 1997 ließ Pol Pot Son Sen mitsamt 13 Familienangehörigen, darunter mehrere Kleinkinder, töten. Danach kippte die Stimmung in Anlong Veng endgültig gegen Pol Pot und die letzten loyalen Militäreinheiten liefen zu Ta Mok über. Mit seiner Familie und den letzten Getreuen floh Pol Pot am 13. Juli, wurde aber nach drei Tagen festgesetzt. Seitdem wurde er von den Roten Khmer offiziell als Verräter bezeichnet und am 25. Juli 1997 ein Schauprozess gegen ihn in Anlong Veng eröffnet. Zu diesem wurde der amerikanische Journalist Nate Thayer mit einem Kameramann als Beobachter eingeladen. Die Anklage gegen Pol Pot beinhaltete lediglich die Ermordung von Son Sen und kein anderes Verbrechen. Er selbst erhielt während des ganzen Verfahrens keine Gelegenheit, sich zu erklären, und wurde zu lebenslanger Haft verurteilt.
Mitte Oktober 1997 erhielt Thayer die Erlaubnis, mit Pol Pot, der in Anlong Veng unter Hausarrest stand, ein Interview zu führen, sein erstes seit Dezember 1979. Zwar räumte der gesundheitlich schwer gezeichnete Pol Pot auf Nachfrage ein, während seiner Regierungszeit schwere Fehler begangen zu haben, andererseits habe sein Regime die Existenz Kambodschas als unabhängigem Staat gesichert. Während des Interviews bemühte er sich, das Gespräch auf andere Themen zu lenken, wie zum Beispiel Familie, Gesundheit und seine Zeit in Jugoslawien und Paris. Im März 1998 eroberten die Regierungstruppen Anlong Veng und die Roten Khmer zogen sich mit ihrem Gefangenen in unmittelbare Nähe der thailändischen Grenze zurück. Am 15. April 1998 hörte Pol Pot in der khmersprachigen Version des Radioprogramms Voice of America, dass laut Thayer die Roten Khmer seine Übergabe an Phnom Penh beabsichtigten, wo er wegen Verbrechen gegen die Menschlichkeit angeklagt werden sollte. Am selben Tag, gegen 22:15 Uhr und bevor der Wagen eintraf, der ihn zum Rote-Khmer-Tribunal transportieren sollte, fand ihn seine Frau tot im Bett liegend auf. Als Todesursache wurde von offizieller Seite Herzinsuffizienz angegeben. Da in der Folge keine Obduktion durchgeführt wurde, liegen dafür keine schlüssigen Beweise vor. Der Leichnam wurde an den nächsten beiden Tagen der Presse präsentiert und am 18. April unter einer Lage Abfall mitsamt seinen persönlichen Besitztümern verbrannt.

## Überzeugungen und Ansichten
Anhand der Augenzeugen, die ihn als ruhigen, selbstsicheren und überzeugenden Redner schildern, und Schriften Pol Pots, die keine biographischen Details enthalten, fällt es schwer, seine persönlichen Motive genau zu ergründen. Als typischer Kambodschaner seiner Zeit wurde er in einem tief verwurzelten Verständnis von Hierarchie erzogen und stand ausländischem Einfluss in Kambodscha mit großem Misstrauen gegenüber. Vom Buddhismus übernahm Pol Pot den Glauben an Selbstdisziplin, Persönliche Wandlung und Erleuchtung. Durch die französische Kolonialschulen und das Studium in Paris wurde er mit den Konzepten von Demokratie, Imperialismus, Revolution vertraut, schätzte vor allem Jean-Jacques Rousseau und wurde schließlich ein Anhänger des Marxismus-Leninismus, wobei er sich von Stalins Kurzem Lehrgang (1938) und später Maos Schriften leiten ließ. Als Lehrer genoss er ein der Tradition buddhistischer Mönche und hinduistischer Brahmanen folgendes hohes moralisches Ansehen und galt bis zuletzt als eine Autorität. Aus seiner Zeit bei der KPI übernahm er die Taktik der geheimen Parteiorganisation und Kampfführung. Nach 1965 orientierte sich Pol Pot immer mehr an den Methoden des Maoismus und der Kulturrevolution. Pol Pot lehnte seinen Kommunismus an den chinesischen Weg an, ohne dabei Kambodschas Eigenständigkeit aufzugeben. Laut dem Biographen David P. Chandler kann dieser Kontext die politische Karriere Pol Pots erklären, jedoch kaum die Motivation für seine Schreckensherrschaft mit Phänomenen wie Killing Fields und Massenvertreibung zufriedenstellend beleuchten. Als historische Vorbilder für Pol Pot bei der radikalen Kollektivierung von 1975 bis 1979 haben wahrscheinlich der Große Sprung nach vorn und die im Holodomor gipfelnde Sowjetpolitik in der Ukraine während der 1930er Jahre gedient.
Der historische Kontext des heranwachsenden Pol Pot in den 1930er und 1940er Jahren war eine schwere Krise des nationalen Identitätsgefühls unter den gebildeten Kambodschanern. Auf der einen Seite idealisierte die mit Henri Mouton einsetzende Erforschung Angkor als eine frühere Hochkultur vor einer faszinierten globalen Öffentlichkeit. Auf der anderen Seite stand eine im Vergleich dazu schwache Nation, die bereits vor ihrer Zeit als französisches Protektorat ab 1863 zwischen Vietnam und Siam in großem Umfang aufgeteilt worden war, und immer weitere Krisen durchlief. Während in Vietnam die Kommunistische Partei Vietnams und Việt Minh unter Hồ Chí Minh zusehends eine Macht wurden im Unabhängigkeitskampf, blieb es in Kambodscha bei einem größeren Protest in der Hauptstadt im Juli 1942. Im Französisch-Thailändischen Krieg verlor Kambodscha erneut Gebiete an Siam, darunter Angkor, im September 1941 besetzten die Japaner das Land, das nach einigen wenigen Monaten der Unabhängigkeit unter Son Ngoc Thanh ab September 1945 wieder von Frankreich eingenommen wurde. Staatliche Unabhängigkeit war für Pol Pot daher ein zentrales Leitmotiv wie für die Roten Khmer insgesamt. Als sie am Ende allein im Kambodschanischen Bürgerkrieg gesiegt, ihre Unabhängigkeit erkämpft und Amerika gedemütigt hatten, glaubte Pol Pot, meist abgeschottet von der Außenwelt, fest an die Einzigartigkeit und Überlegenheit ihrer Revolution, besonders im Vergleich zu der in Vietnam und Laos. Gerade zu Vietnam waren die kulturellen Unterschiede groß und bestanden seit Jahrhunderten angespannte Beziehungen, während die Patronage durch Hanoi in Unabhängigkeitskampf und Bürgerkrieg immer mehr als Bevormundung und Schwächung wahrgenommen worden war. Angkor selbst wurde daher als historisches Beispiel für die glorreiche Bestimmung der Roten Khmer zitiert, wie von Pol Pot im Jahr 1977 getan: „Wenn unser Volk fähig war, Angkor zu erbauen, können wir alles erreichen.“
Einblicke in die Sozialstrukturanalyse der Parteiführung um Pol Pot gibt Samphans Dissertation Die Wirtschaft Kambodschas und die Probleme seiner Industrialisierung von 1959. Für die Verarmung der Bauern, die überwiegend Subsistenzwirtschaft betreiben, seien kolonial geprägte Großgrundbesitzer und Kreditgeber verantwortlich, die sie ausbeuteten, um in den Genuss von kapitalistischen Gütern und ausländischen Luxusartikeln zu kommen. Samir Amins Theorien folgend sieht Samphan Kambodschas Armut durch seine periphere Lage im kapitalistischen Weltsystem und Konkurrenzdruck begründet. Die Gewinne der wenigen industriellen Wertschöpfungsinseln im Lande werden von Ausländern abgeschöpft. Ganz im Sinne der Dependenztheorie argumentierend basiert für Samphan der Wohlstand Europas und Nordamerikas in der Unterentwicklung der ausgebeuteten Staaten. Als Lösung spricht er sich für die Herauslösung der nationalen Produktion aus dem kapitalistischen Weltsystem, eine Reorganisation des Vermögens und planmäßige Umstrukturierung des Landes aus. Diese marxistische Klassenanalyse verband sich beim Pariser Zirkel um Pol Pot mit einer Theorie der nationalen Schwächung, die auf die Ideen ihres früheren Mentoren Vannsaks zurückging. Dieser sah die ursprüngliche Kultur der Khmer durch jahrtausendelange äußere Einflüsse geschädigt, deren wichtigste der Hinduismus und Buddhismus seien. Das ursprüngliche Volk der Khmer sei durch diese fremden Kulturen, die Besatzung durch Vietnam und Siam, französischen Kolonialismus, Kapitalismus und amerikanischen Imperialismus zum Sklavenvolk der Kambodschaner verformt worden. Pol Pot glaubte, dass die Khmer in einer Ära des „primitiven Kommunismus“ gelebt hatten, dessen unter fremden Schichten schlummernde Kraft in der Bauernschaft wieder entfacht werden und in einen modernen, industrialisierten und homogenen Nationalstaat überführt werden könne.

## Historische Bewertung und Person
Berichte über die Schreckensherrschaft Pol Pots im stark abgeschotteten Kambodscha drangen ab 1977 immer stärker in die Außenwelt, beginnend mit dem Buch Cambodge année zéro von François Ponchaud. Anhänger der extremen Linken außerhalb des Landes betrachteten diese Schilderungen zum Teil mit Skepsis, da sie dahinter eine antikommunistische Agenda vermuteten. Nach dem Sturz Pol Pots bestätigten sich jedoch die meisten der von Ponchaud angeführten Zeugenaussagen. Schätzungen der Gesamtzahl der Opfer gehen weit auseinander: Ben Kiernan vom Genocide Studies Program der Yale University geht davon aus, dass mehr als 1,6 Millionen von knapp acht Millionen Kambodschanern getötet wurden. Eine konservative Schätzung durch Michael Vickery anhand von Bevölkerungsstatistiken von Angus Maddison nennt die Zahl 750.000. Chandler führt als untere Grenze 800.000 bis eine Million Opfern an, zählt aber die Toten des Krieges gegen Vietnam nicht mit. Als wahrscheinlich gibt er an, dass bei diesem Autogenozid mehr als eine Million Menschen an den Folgen der Massenvertreibung, also an Hunger, Überarbeitung und mangelhafter medizinischer Versorgung starb. Mehr als 100.000 weitere Kambodschaner wurden als Staatsfeinde hingerichtet. Etliche dieser Exekutionen waren, insbesondere auf dem Land, impulsiven Überreaktionen junger Parteikader geschuldet, während die Morde in Tuol Sleng und anderen Foltergefängnissen planvoll erfolgten. Im Krieg mit Vietnam starben zusätzlich Zehntausende Kambodschaner. Der Demograph Marek Sliwinski sowie statistische Analysen von Vincent Heuveline und Bruce Sharp kommen auf eine Opferzahl von über zwei Millionen. Der frühere Premierminister Lon Nol sprach später von 2,5 Millionen Toten und Pen Sovan, der erste Generalsekretär der Kampucheanischen Revolutionären Volkspartei, nannte 3,1 Millionen Opfer, was die offizielle Position Hanois widerspiegelte. Der amerikanische Politikwissenschaftler Rudolph Joseph Rummel bezeichnet die Gewaltherrschaft der Roten Khmer als einen Demozid und gibt für den Zeitraum von 1975 bis 1987 eine Opferzahl von 2,85 Millionen an. Aktuelle Schätzungen, die auf der Arbeit des Rote-Khmer-Tribunals beruhen, gehen von einer Opferzahl zwischen 1,6 Millionen und 2,2 Millionen Menschen aus.
Mit Sicherheit wusste Pol Pot von den Vorgängen in Tuol Sleng, und wahrscheinlich waren ihm die katastrophalen Zustände auf dem Land bekannt. Er sah sich selbst als einen Führer zu Kriegszeiten und war nicht in der Lage, menschliches Leid nachzuempfinden, sondern sah es als notwendig an für das Überleben der Partei. Später machte Pol Pot für die Exzesse, die er versucht habe zu minimieren, „Kambodschaner mit vietnamesischem Geist“ verantwortlich. Das von Vietnam besetzte Kambodscha machte ihm noch im Jahr 1979 den Prozess und verurteilte ihn und Ieng Sary im August des gleichen Jahres in Abwesenheit zum Tode. Zu dieser Zeit wurde Pol Pot weltweit eine Mediensensation und war bald ein Synonym für Genozid und Chaos, das die schlimmsten Ängste vor dem Kommunismus verkörperte. Versuche westlicher Menschenrechtsaktivisten in den 1980er Jahren, Pol Pot vor den Internationalen Gerichtshof zu bringen, scheiterten, da Thailand eine Auslieferung ablehnte und Peking und Washington dagegen opponierten. Die Vereinigten Staaten und China protegierten die Roten Khmer, da sie wegen ihrer antivietnamesischen Linie kein Interesse an einer Stabilisierung eines von Vietnam beherrschten Kambodschas hatten. Nach dem Erfolg des Films The Killing Fields – Schreiendes Land wurde die Patronage von Pol Pot für die Vereinigten Staaten immer lästiger, aber vor dem Hintergrund von Realpolitik aufrechterhalten. Der Abscheu vor dem Pol-Pot-Regime wurde nur von wenigen linken Intellektuellen der westlichen Welt nicht geteilt wie zum Beispiel Noam Chomsky. Dieser hatte mit der Herrschaft der Roten Khmer sympathisiert und kam zu dem Schluss, die Opferzahlen seien stark übertrieben, die Zeugenaussagen der Flüchtlinge in Thailand wenig glaubwürdig und Pol Pot sei für die Morde nicht verantwortlich gewesen. Die westliche Presse habe ihre Aufmerksamkeit einseitig auf die Verbrechen im Demokratischen Kampuchea fokussiert und die Massaker während der indonesischen Besatzung Osttimors weitgehend ignoriert. Chomsky erfuhr für diese Äußerungen innerhalb der Linken starke Kritik, so zum Beispiel durch Claude Roy, David Horowitz und Robert Manne.
In Deutschland ist die Diskussion über das Pol-Pot-Regime nie über plakative Zuschreibungen wie „Ultra-Nationalismus“ oder „Ultra-Kommunismus“ aus den jeweiligen politischen Lagern hinausgekommen. Ehemalige Unterstützer der Roten Khmer aus der 68er-Bewegung reflektieren ihre damalige Rolle kaum und verurteilen die Roten Khmer als irrational handelnde, pathologische Mörder, die den „wahren Kommunismus“ nicht verstanden haben. Die kambodschanischen Kader hätten mit ihrem Nationalismus und Rassismus das anspruchsvolle marxistische Denken von Organisationen wie dem Sozialistischen Deutschen Studentenbund und dem Kommunistischen Bund Westdeutschland (KBW) besudelt. Es gab aber auch nach dem Sturz der Roten Khmer und den sich häufenden Berichten über ihre Verbrechen noch Sympathisanten in der Bundesrepublik. Joscha Schmierer beispielsweise veröffentlichte im April 1980 eine Solidaritätsadresse an Pol Pot. Schmierer hatte 1978 eine Besuchsdelegation des KBW im Demokratischen Kampuchea geleitet und gab im Jahr 2013 in seiner Rezension des Buches Pol Pots Lächeln: Eine schwedische Reise durch das Kambodscha der Roten Khmer von Peter Fröberg Idling an, damals nur Fortschritte gesehen zu haben. Ihnen sei die „heile sozialistische Modellwelt“ einer erfolgreichen egalitär-agrarischen Revolution vorgespielt worden. Während Teile der radikalen Linken Pol Pot weiterhin ideologisch unterstützten, hielt die Regierung von Helmut Schmidt aus bündnispolitischen Gründen daran fest, dessen Regime sei die einzig rechtmäßige Regierung Kambodschas. Aufgrund der vom Kalten Krieg geformten Handlungsmuster unterstützte die Bundesrepublik ebenso wie andere westliche Staaten den Guerillakrieg der Roten Khmer gegen die mit der Sowjetunion verbündeten Vietnamesen und ihre Marionettenregierung in Phnom Penh. Eine tatsächliche Aufarbeitung dieser Vorgänge hat in Deutschland bisher kaum stattgefunden.
Während seiner Herrschaft drangen nur wenige, gefilterte Informationen über die Person Pol Pot in die Außenwelt, so dass sie lange Zeit ein Rätsel blieb. Viele Veröffentlichungen über ihn sind laut Chandler reißerisch und leidenschaftlich geschrieben und tragen wenig zum Verständnis seines Charakters bei. Wegbereiter der biographischen Darstellung Pol Pots war seit den frühen 1980er Jahren vor allem der australische Historiker Ben Kiernan, der hunderte von Kambodschanern in thailändischen Flüchtlingslagern befragte und dessen Standardwerk The Pol Pot Regime im Jahr 1996 erschien. Neben den wenigen schriftlichen Zeugnissen Pol Pots griff Chandler in seiner Biographie hauptsächlich auf Interviews zurück, die er und andere seit 1992 mit Zeitzeugen, zum Teil aus dem engen persönlichen Umfeld Pol Pots, geführt hatten. In all diesen Aussagen wurde er als ein sympathischer Charakter und überzeugender Redner beschrieben, selbst von Menschen, die enge Angehörige aufgrund der Verbrechen seines Regimes verloren hatten. Keiner der übergelaufenen Roten Khmer gab zu Protokoll, dass Pol Pot als Person ursächlich dafür gewesen sei, die Partei zu verlassen. Chandler räumt ein, dass für ihn der Widerspruch zwischen dem Charisma Pol Pots und dem Genozid in Kambodscha letztendlich nicht aufzulösen sei, so dass seine wahre Persönlichkeit mit ihren Motiven weiterhin hinter einer Fassade verborgen bleibe. Chandler betrachtet das Phänomen der Roten Khmer aus einer herkömmlichen antikommunistischen Perspektive und sieht es als die bisher kompromissloseste und fundamentalistischste marxistisch-leninistische Bewegung in der Geschichte an. Es existieren andere Interpretationen, wie zum Beispiel die des amerikanischen Historikers Michael Vickery, der das Demokratische Kampuchea als eine antimarxistische Bauernrevolution kategorisiert. Laut Kiernan war für die Roten Khmer weniger Klassenkampf die Triebfeder für ihre Gewaltherrschaft, als ein gegen ethnische Minderheiten gerichteter Rassismus der Urbevölkerung. Cham, Vietnamesen und Chinesen wurden aufgrund ihrer Ethnie verfolgt und ermordet, wobei jedoch erhebliche Teile der Khmer-Majorität diesen Minoritäten zugerechnet wurden. Vor allem auf dieser Argumentation baute das Rote-Khmer-Tribunal den Anklagepunkt des Völkermordes auf.
Die Jahre im Untergrund waren zwar einerseits ein Zeichen der Schwäche, trugen aber andererseits dazu bei, Pol Pot und die Roten Khmer mythisch zu verklären. In vielen Legenden und Mythen Kambodschas ist der in den Wald fliehende und nach Einkehr und Exil als gestärkter König, Bandit oder Weiser mit Zauberkräften wiederkehrende Held eine gängige Figur. Ein anderer Volksglaube, der von den Roten Khmer später genutzt wurde, um Schrecken zu verbreiten, betraf die schädliche Wirkung in Form von Krankheit und bösen Geistern, die dem Urwald zugeschrieben wurde.

## Schriften
- Die großartigen Siege der kampucheanischen Revolution unter der richtigen und klaren Führung der Kommunistischen Partei Kampucheas (27. September 1977)
- Laßt uns weiterhin entschlossen das Banner des Sieges der ruhmreichen Kommunistischen Partei Kampucheas hochhalten, um das Demokratische Kampuchea zu verteidigen, die sozialistische Revolution fortzuführen und den Sozialismus aufzubauen (27. September 1978)
- Erklärung vom 5. Januar 1979. (in: Kommunismus und Klassenkampf. Theoretisches Organ des Kommunistischen Bundes Westdeutschland [KBW] Dokumentation, 22. Januar 1979)